# Chambres de Raphaël
Les quatre Chambres de Raphaël (en italien, Stanze di Raffaello) du palais du Vatican forment une enfilade de salles de réception dans la partie publique des appartements papaux. Elles sont célèbres pour leurs fresques, peintes par Raphaël et ses élèves. Tout comme la fresque du plafond de la chapelle Sixtine exécutée par Michel-Ange, elles sont des œuvres majeures de la Haute Renaissance.

## Histoire
L'intention de Jules II est probablement de surpasser les appartements de son prédécesseur et rival Alexandre VI, les Stanze se trouvant exactement au-dessus des anciens appartements Borgia. Jules II, quelques années après le début de son pontificat, refuse d'utiliser les appartements, inextricablement liés à son prédécesseur Alexandre VI. Une note de son maître de cérémonie Paris de Grassis témoigne : « non volebat videre omni hora figuram Alexandri praedecessoris sui » (« il ne voulait pas voir l'image de son prédécesseur Alexandre à tout moment »). Pour cela, il choisit d'aménager des chambres du deuxième étage du Palais apostolique dans l'aile nord, reconstruites en partie sous Nicolas V et donnant sur le côté sud de la Cour du Belvédère.
Selon le témoignage de Vasari, ces salles ont déjà été décorées au XVe siècle et leurs murs sont ornés de fresques de Piero della Francesca, Benedetto Bonfigli, Andrea del Castagno, Luca Signorelli et Bartolomeo della Gatta.
Le programme de la décoration, forcément cérémonieuse, est soigneusement élaboré ; il relie les pièces en une suite ordonnée. Dans un premier temps, la décoration des salles est confiée à un groupe d'artistes comprenant Le Pérugin, Le Sodoma, Baldassarre Peruzzi, Bramantino et Lorenzo Lotto, ainsi que l'Allemand Johann Ruysch, spécialiste des grotesques. Pérugin travaille sur la voûte de la Chambre qui deviendra celle de L'Incendie de Borgo en 1508, mais le pape n'aime pas son travail et le remercie rapidement.
Bramante, architecte pontifical chargé de la reconstruction de la basilique du Vatican, suggère probablement au pape son compatriote d'Urbino Raphaël qui travaille alors entre Florence, l'Ombrie et les Marches et qui vient d'avoir un grand succès avec le Retable Baglioni à Pérouse. On ne sait pas exactement quand le peintre arrive à Rome : le 21 avril 1508, il est toujours à Florence (lettre à son oncle Simone della Ciarla), tandis que le 13 janvier 1509, il est déjà crédité au trésor papal pour un ordre de paiement, probablement lié à la commission. Il s'est probablement joint aux artistes travaillant sur le chantier au cours des derniers mois de 1508 et intègre le groupe en secondant « vraisemblablement » Sodoma dans les derniers mois de 1508.
Le pontife, satisfait des premiers essais du peintre, lui confie en 1509 l'ensemble du projet décoratif, peut-être sur les conseils de Bramante lui-même et de Pinturicchio, n'hésitant pas à détruire toutes les décorations précédentes, récentes et du XVe siècle, y compris les fresques de Piero della Francesca et Bartolomeo della Gatta. La commission est confirmée par Léon X, et Raphaël, assisté d'un grand nombre d'aides et d'élèves, travaille sur le chantier, pièce après pièce, jusqu'à sa mort en 1520. Ses élèves Giulio Romano, Giovan Francesco Penni et Raffaellino del Colle terminent en 1524 les fresques de la chambre de Constantin dont la décoration est basée sur sa conception. Les chambres sont utilisées par divers papes avec quelques modifications, jusqu'à Grégoire XIII.

L'artiste et ses commanditaires
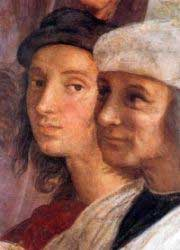
Autoportrait de Raphaël, détail de L'École d'Athènes, 1510-1511, Chambre de la Signature.
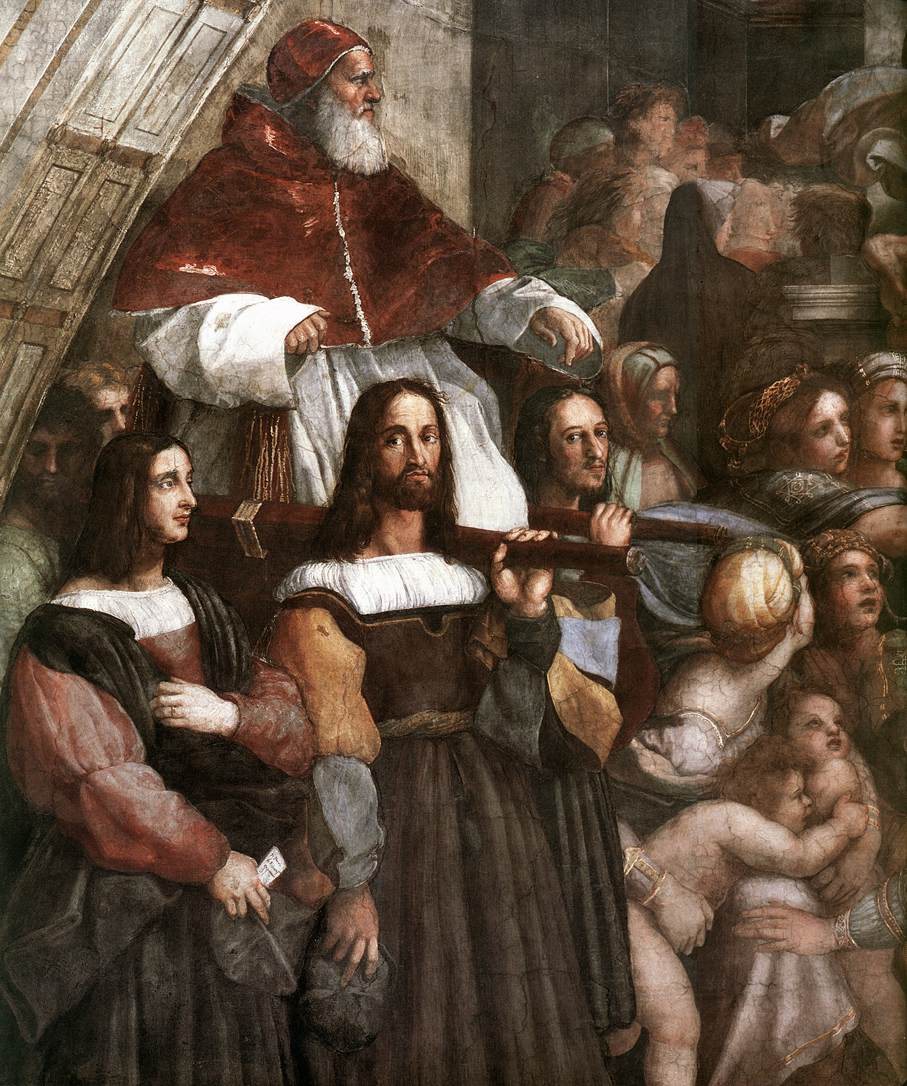
Au sommet de la fresque, le pape Jules II. Héliodore chassé du temple. Chambre d'Héliodore.
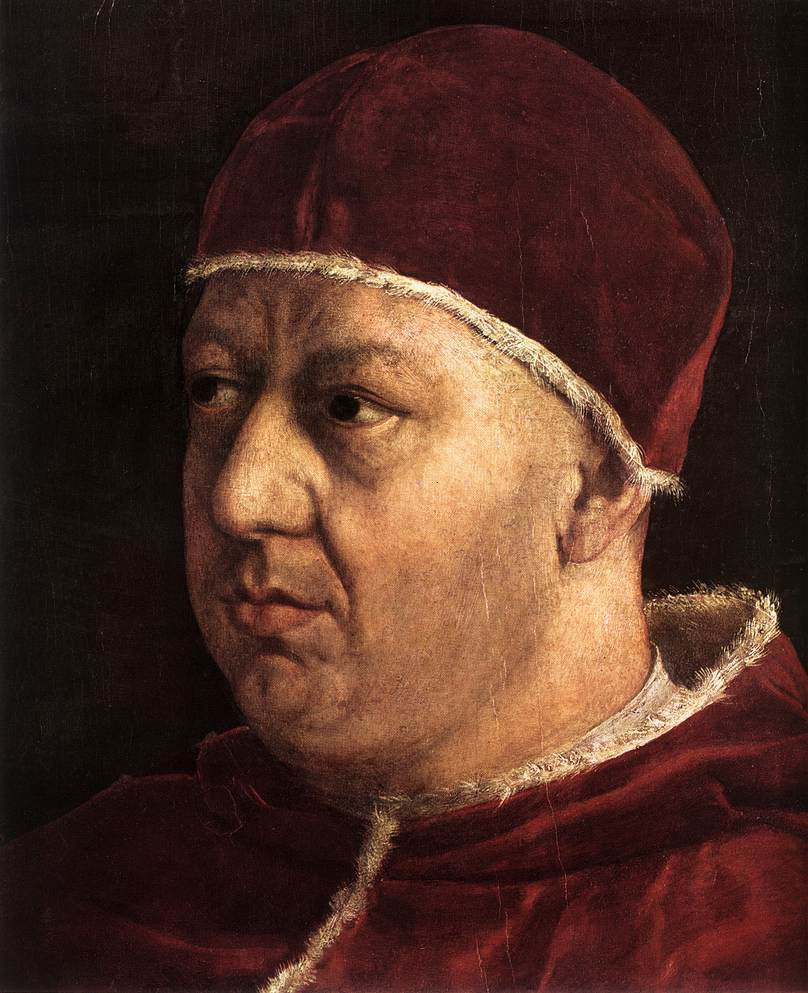
Portrait du pape Léon X, détail d'une toile de Raphaël. Galerie des Offices.

D'est en ouest, les salles se succèdent dans cet ordre : la Sala di Costantino (chambre de Constantin), la Stanza di Eliodoro (chambre d'Héliodore), la Stanza della Segnatura (chambre de la Signature) et enfin la Stanza dell'incendio del Borgo (chambre de l'Incendie de Borgo).
Pendant la République romaine établie par les Jacobins et plus tard pendant la période napoléonienne, les Français élaborent des plans pour détacher les fresques et les rendre transportables. Le désir est exprimé de retirer les fresques de Raphaël des murs des salles du Vatican et de les envoyer en France, parmi les spoliations napoléoniennes, mais celles-ci n'ont jamais été réalisées en raison de difficultés techniques et des tentatives désastreuses des Français à l'église Saint-Louis-des-Français de Rome.

## Description générale
D'ouest en est, les salles rectangulaires tirent leur nom des fresques qui y sont situées. C'est ainsi que se succèdent la Chambre de l'Incendie de Borgo, la chambre de la Signature, la chambre d'Héliodore et la chambre de Constantine (lors de la visite touristique, l'itinéraire est généralement inversé, avec le passage par un balcon du XVIe siècle sur la cour du Belvédère). Les trois premières sont couvertes par une voûte en croix et mesurent environ 7 × 8 m, la quatrième 10 × 16.
Les trois premières Chambres dont Raphaël est le principal auteur s'enchaînent et sont éclairées des deux côtés. Elles sont percées par des portes et des fenêtres, plus ou moins gênantes ; le génie de Raphaël consiste à tirer parti de ces interruptions sans les laisser perturber ses compositions.
À l'origine, le mur sous les fresques, qui comporte aujourd'hui un lambris peint par Perino del Vaga, était orné d'intarsie et de bibliothèques qui furent détruites par l'armée d'occupation après le Sac de Rome.
À cet ensemble, s'ajoutent la Sala dei Chiaroscuri ou chambre des Palefreniers, décorée de fresques sur des dessins de Raphaël en 1517, détruites sous Paul IV et remplacées par d'autres commandées par Grégoire XIII en 1582, la chapelle Niccoline (chapelle privée du pape, peinte à la fresque par Fra Angelico à l'époque de Nicolas V), la Loggia dans la cour San Damaso, la Loggetta et le cubiculum, c'est-à-dire la chambre du Pape. Parmi ces salles, les Salles Raphaélesques, passage obligé dans le chemin qui mène à la Chapelle Sixtine, et la chapelle Nicoline peuvent désormais être visitées, tandis que les autres salles, plus petites et plus difficiles à surveiller, ne sont accessibles qu'aux chercheurs.
Selon Paul Jove, le programme iconographique des deux premières pièces (celle de la Signature et celle d'Héliodore) est suggéré par le pontife lui-même et est probablement élaboré par un groupe de théologiens et humanistes proches du pape et du courant néoplatonicien médicéen. Les chercheurs identifient la participation de 'Gilles de Viterbe, Cristoforo Marcello et Tommaso Inghirami. Cependant, il n'est pas improbable que l'artiste, au niveau de la composition, ait eu une place prépondérante dans la définition des scènes, comme le suggère sa parfaite consonance avec l'environnement culturel de la cour papale : la preuve en est le prestige et l'admiration incontestée que Raphaël reçoit des écrivains de l'époque.
Il est certain que les Histoires ne sont pas nées de nulle part : une série de nombreux dessins préparatoires montre une élaboration longue et réfléchie, à partir d'idées qui devaient d'abord être un peu floues.
En mai 2017, un nouvel éclairage est réalisé pour les Musées du Vatican, développé par la société allemande Osram en collaboration avec l'Université de Pannonie.

## Chambre de la Signature (1508-1511)

### Histoire
La chambre de la signature (en italien : Stanza della segnatura) est la première des pièces à être décorée par Raphaël qui commence les travaux en octobre 1508 et les achèvent en trois ans, en 1511, comme en témoigne l'inscription sur le Parnasse et celle sur le linteau de la fenêtre sous la lunette des Vertus. L'endroit tire son nom de la plus haute cour du Saint-Siège, le Tribunal suprême de la Signature apostolique, présidée par le pontife, qui s'y réunissait au XVIe siècle. Le thème des fresques, l'intelligence humaine inspirée par Dieu (théologie, philosophie, poésie et théorie du droit), suggère que la salle est à l'origine destinée à abriter le studiolo et la bibliothèque du pape Jules II. À en juger par ces thèmes, ainsi que par les témoignages relatifs au titre de bibliothèque supérieure en usage sous le pontificat du pape Della Rovere, on suppose que la salle est destinée à être utilisée à ce titre par Jules II. En tout cas, immédiatement après la fin des travaux, l'usage qui lui a donné son nom est documenté : à partir de 1513, le maître des cérémonies apostoliques, Paride Grassi, désigne la salle avec le nom qu'elle porte encore aujourd'hui.

### Description générale

Chambre de la Signature
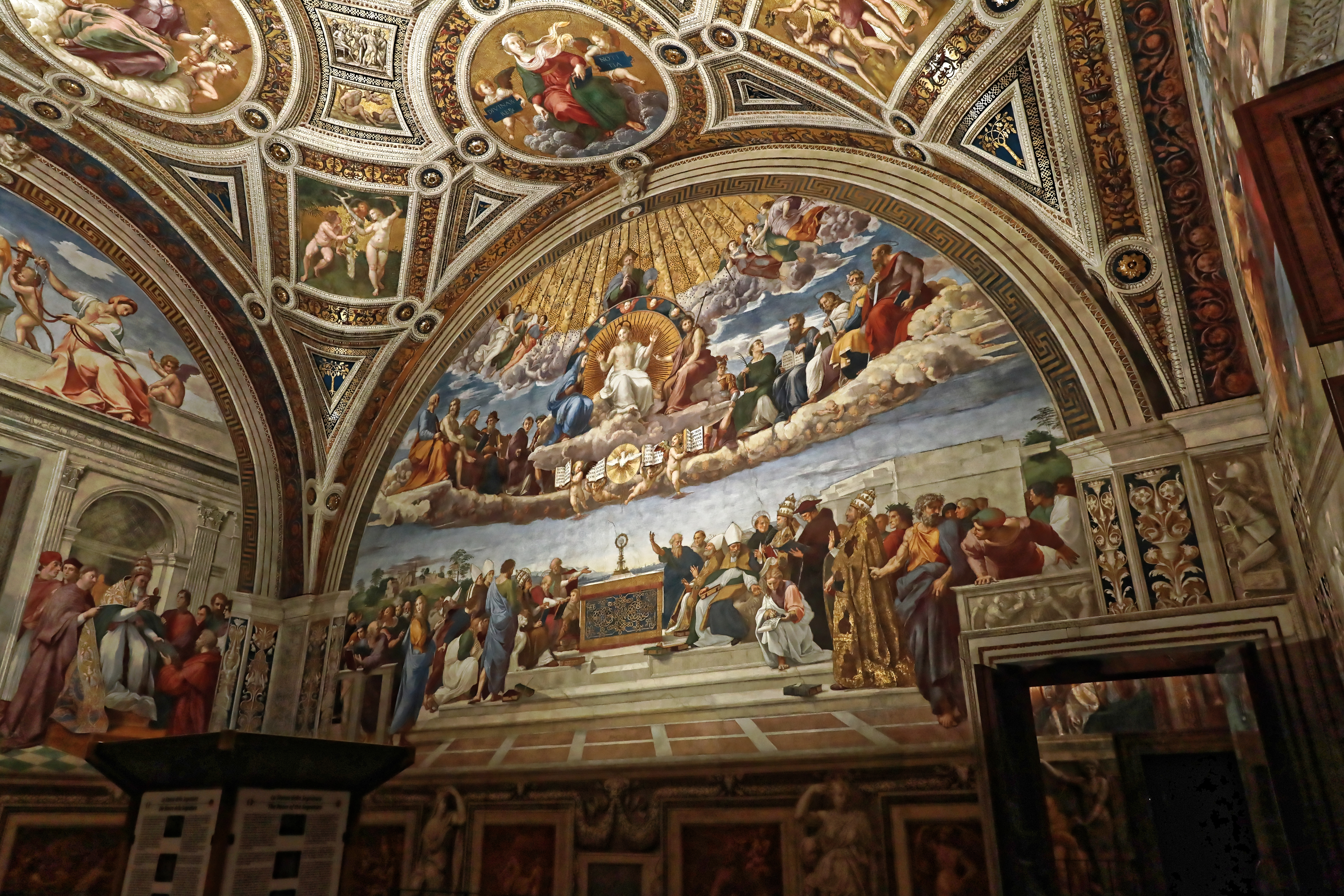
Chambre de la Signature.
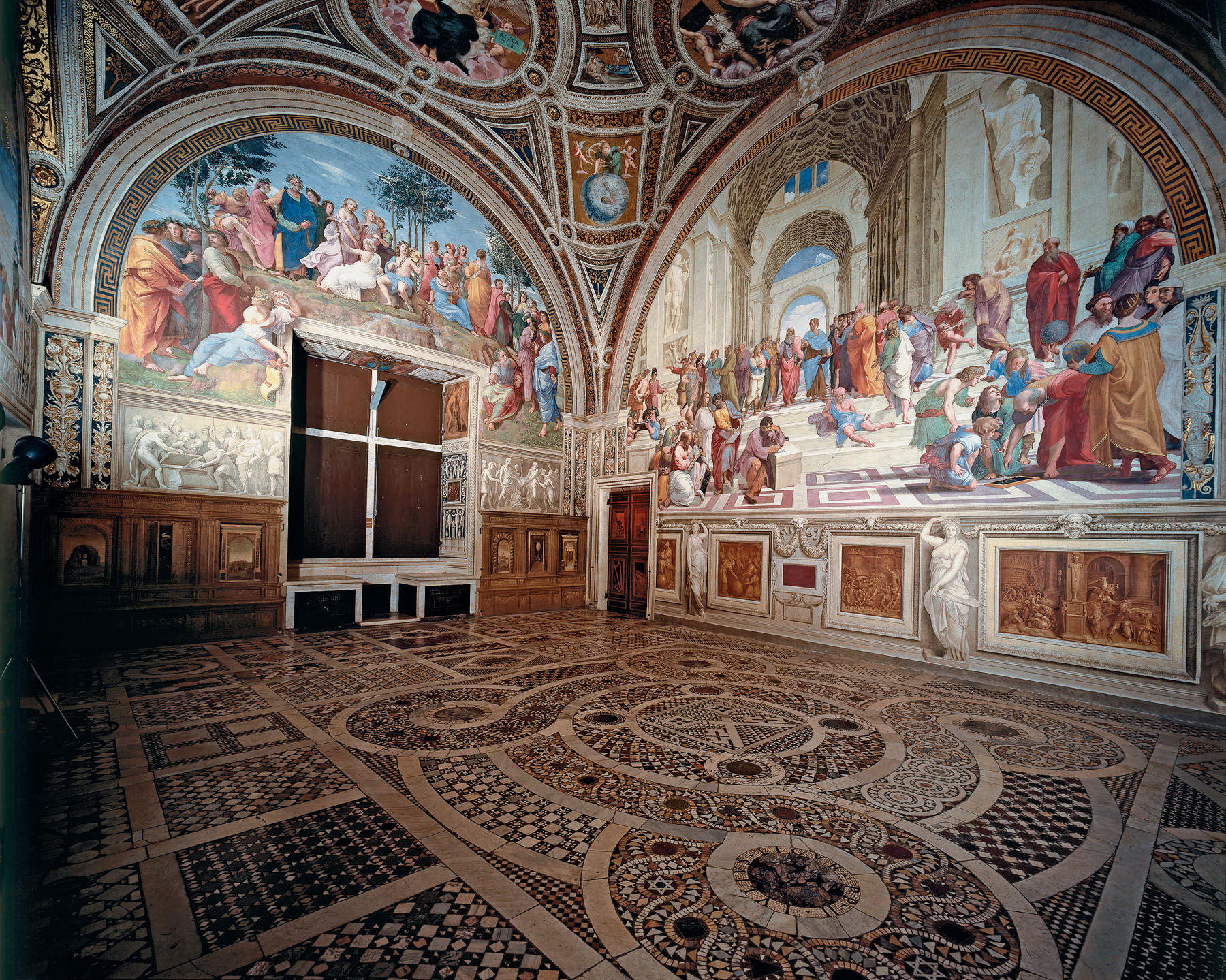
Vue générale (I).
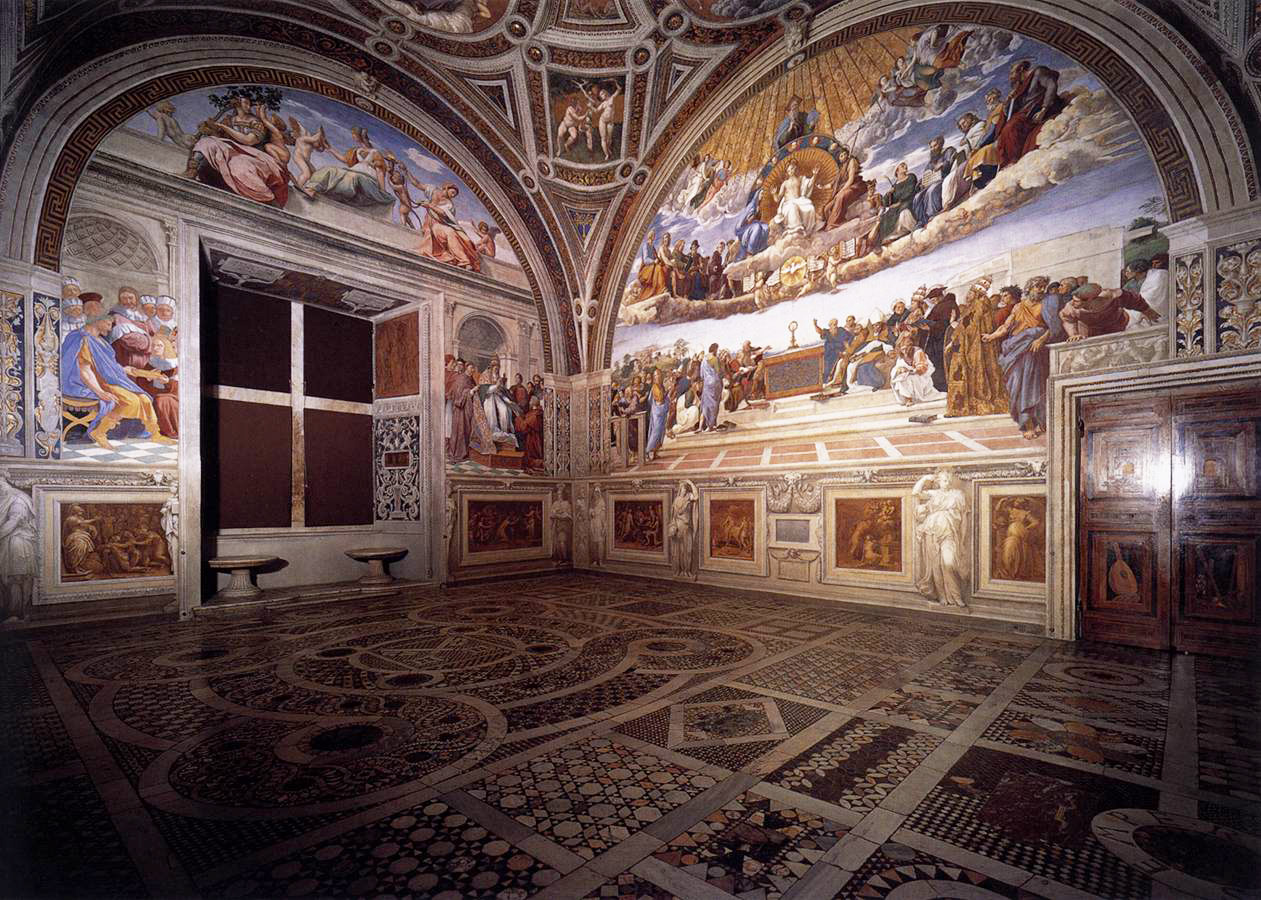
Vue générale (II).

Les célèbres fresques de Raphaël présentes sont :
1. La Dispute du Saint-Sacrement (Théologie, 1509)
2. L'École d'Athènes (Philosophie, 1509-1511)
3. Le Parnasse (Poésie, 1510-1511)
4. Les Vertus cardinales et théologales (Jurisprudence, 1511), avec Grégoire IX approuve les Décrétales (droit canonique) et Tribonien remet les Pandectes à Justinien (droit civil)

L'École d'Athènes et La Dispute du Saint-Sacrement occupent les deux parois pleines de la pièce, l'une en face de l'autre. Le Parnasse et les Vertus Cardinales et Théologales sont, quant à elles, peintes sur les murs avec ouvertures et se font également face. Raphaël a également peint la voûte, avec des motifs qui complètent et clarifient le thème des murs.
La décoration, comme dans la plupart des cycles de fresques, commence à partir de la voûte, qui peut être considérée comme achevée en 1508 ; suivie de la Disputation du Saint-Sacrement (1509), de l'École d'Athènes (1509-1510), du Parnasse (1510-1511) et des Vertus cardinales et théologales (1511). Les quatre monochromes sur les côtés des deux fenêtres sont d'attribution incertaine, mais sont certainement basés sur un dessin de Raphaël. À l'époque de Paul III, les panneaux de bois incrustés du registre inférieur ont été remplacés par des monochromes de Perin del Vaga.
Dans les scènes principales, Raphaël refuse d'exploiter une simple galerie de portraits, comme Pérugin l'avait fait dans la sala delle Udienze del Collegio del Cambio ou Pinturicchio dans les appartements Borgia, mais essaie d'impliquer les personnages dans une action, les caractérisant par des mouvements et des expressions. Cela est particulièrement évident dès la première fresque, la Dispute du Saint-Sacrement. Des thèmes typiques de la Renaissance, tels que la concordance entre la sagesse ancienne et moderne, la sagesse païenne et chrétienne, la poésie comme source de révélation et de connaissance, la justice comme point culminant des vertus éthiques, sont ainsi représentées à travers des actions, de manière tout à fait naturelle et directe. Au lieu des représentations hermétiques de ses prédécesseurs, Raphaël crée des scènes qui se veulent concrètes, éloquentes et familières grâce à l'extraordinaire maîtrise du médium pictural.
Le thème iconographique est celui de l'agencement idéal de la culture humaniste, divisée en théologie, philosophie, poésie et théorie du droit, à chacune desquelles un mur est dédié en correspondance avec la personnification féminine représentée dans le médaillon de la voûte. En outre, une exaltation des catégories néoplatoniciennes du vrai, du bien et du beau y est lisible. Le Vrai rationnel et naturel est représenté par l'École d'Athènes ; le Vrai théologique (le Vrai Suprême, Dieu) est représenté par le Dispute du Saint-Sacrement ; le Beau par le Parnasse ; le Bien des Vertus et la Loi représenté dans la voûte et dans le mur des Vertus, à la fois comme droit canon (Grégoire IX approuve les Décrétales ) et comme droit civil (Tribonien remet les Pandectes à Justinien).
Les fresques de cette Chambre illustrent l'apogée de la Haute-Renaissance. L'ordre, le calme, la subordination du détail à l'effet général, la participation de chaque élément au sens de l'ensemble sont assimilés et merveilleusement utilisés.

### Voûte

Voûte de la Chambre de la Signature
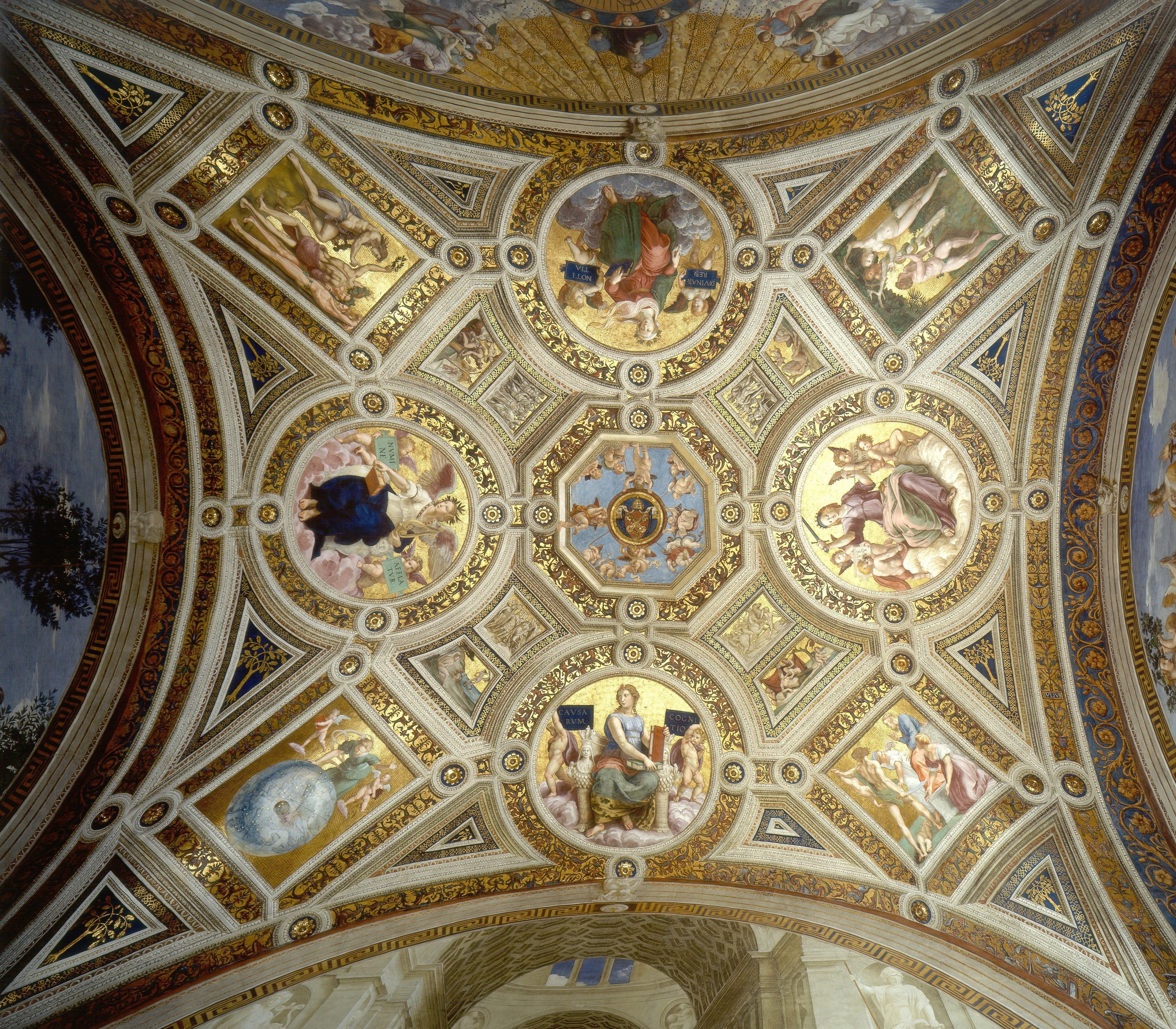
Voûte.
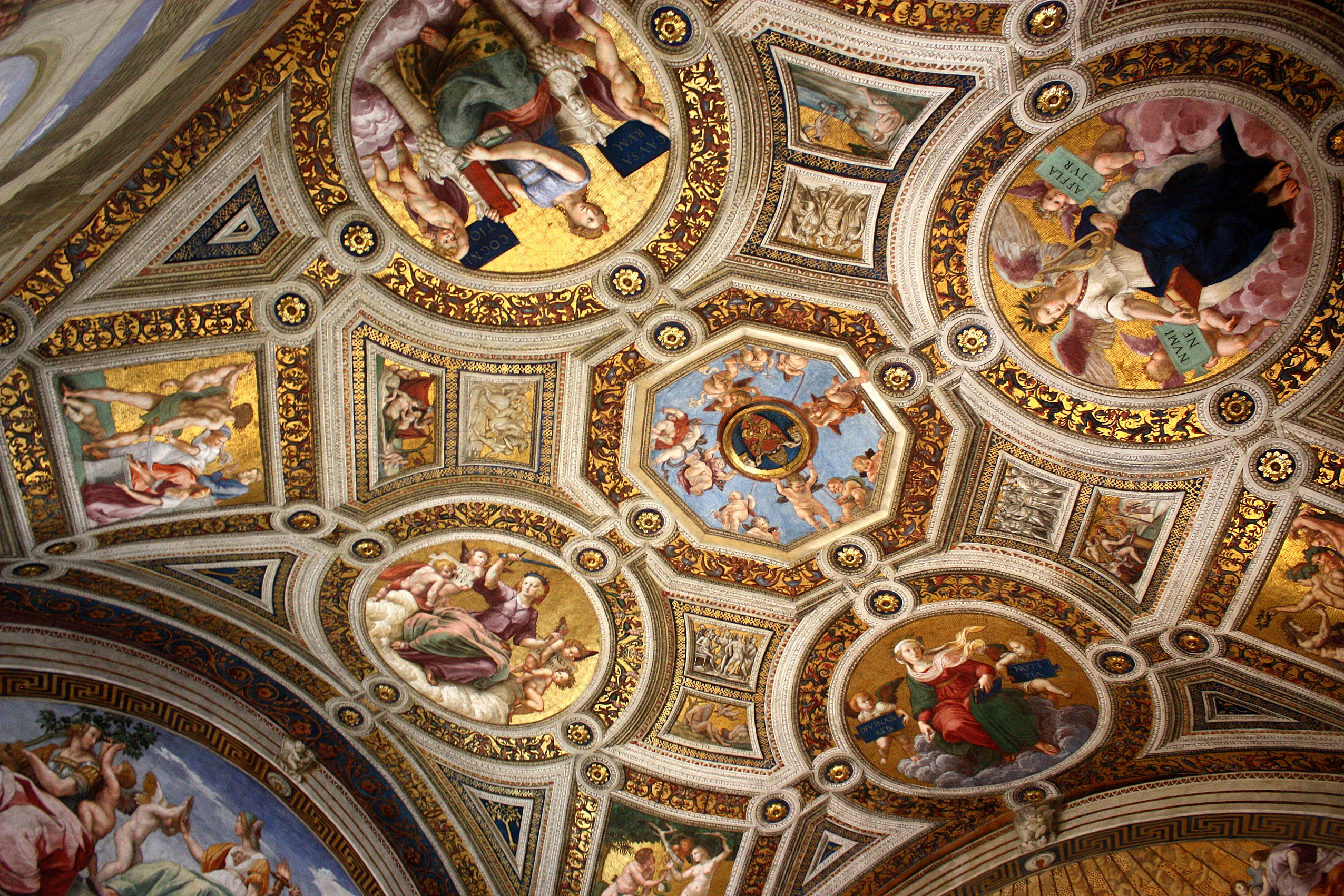
Voûte de la Chambre de la Signature.
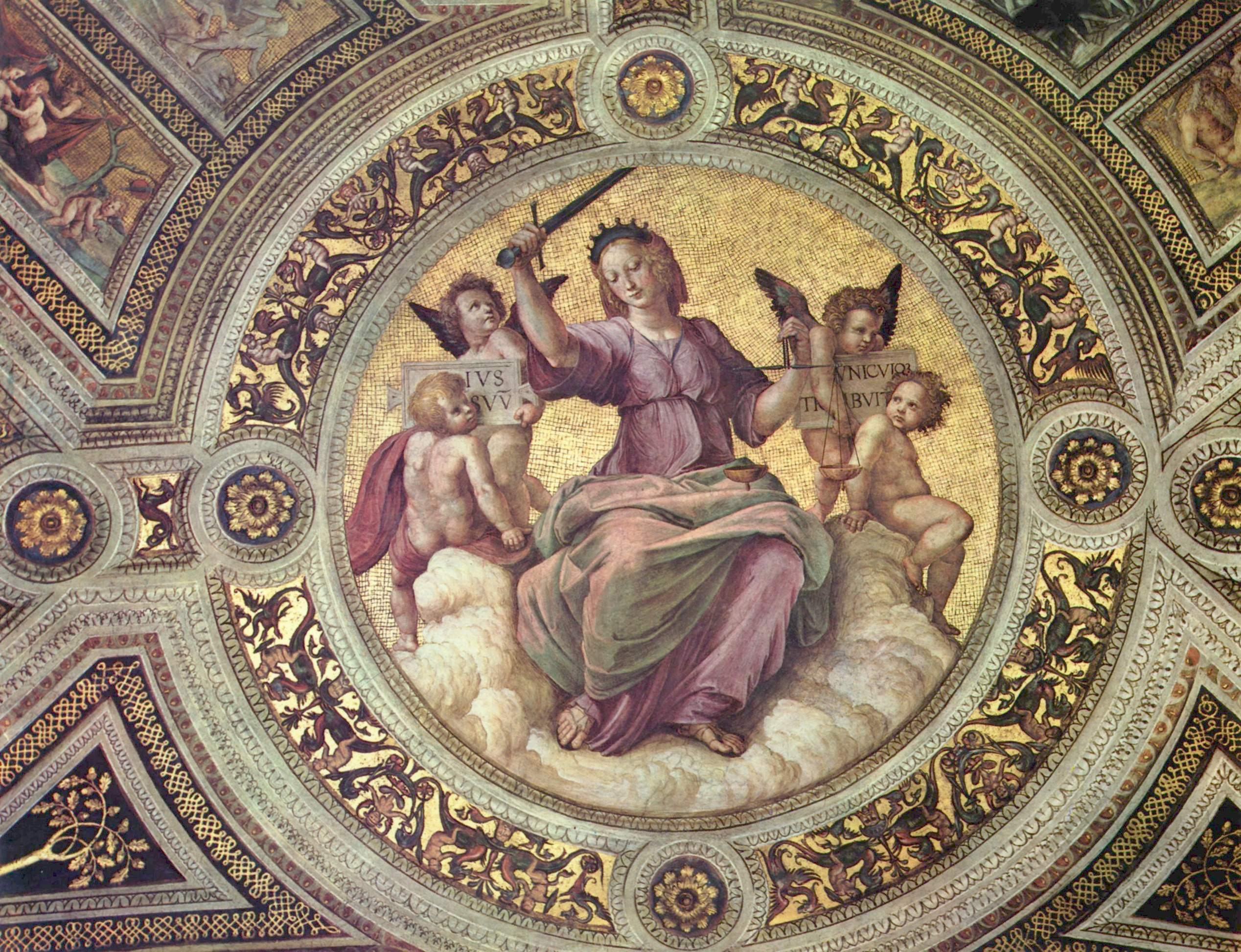
Allégorie féminine de la Justice sur la voûte de la chambre de la Signature.

La voûte est divisée en quatre parties, chacune symbolisant une allégorie féminine, la poésie, la philosophie, la justice et la théologie, qui inspirent également les fresques sur les murs. Elle est la première partie à être décorée de fresques à partir de la fin de 1508. Des cadres grotesques divisent l'espace en treize compartiments. Au centre se trouve un octogone avec des chérubins tenant les armoiries papales de Della Rovere. Les personnifications de la théologie, de la justice, de la philosophie et de la poésie sont représentées dans quatre tondi (d'un diamètre de180 cm) ; aux coins, il y a quatre faux panneaux de mosaïque (120x105 cm chacun) avec Adam et Eve, le Jugement de Salomon, le Premier mouvement et Apollon et Marsyas,. Entre l'octogone et les rectangles, quatre petits compartiments en forme de trapèze ont des côtés arrondis. Dans chacun, il y a deux représentations : celle supérieure est monochrome, avec un sujet historique emprunté à Tite-Live ; celle inférieure est polychrome, avec un sujet mythologique inspiré par Hyginus. Enfin, de petits espaces triangulaires décorés de chênes, un des emblèmes de Della Rovere, se trouvent entre les médaillons et les tableaux principaux. Dans les compartiments plus grands, les personnages simulent des effets de relief sur un fond doré qui imite la mosaïque. Les scènes représentées sont en lien direct avec les lunettes et avec les éléments, auxquels se réfèrent également les putti peints sur les arcs de chaque lunette, chacun avec un emblème qui le caractérise comme le génie d'un élément. Les exceptions sont les putti de l'air et du feu, qui semblent être inversés, et qui témoigneraient d'un changement de programme en cours de travail.
Les représentations mineures avec des scènes historiques et le panneau central sont généralement attribuées à Sodoma. Adolfo Venturi attribue l'octogone central à Bramantino. Les grotesques appartiennent probablement au spécialiste allemand Johannes Ruysch.

### L'École d'Athènes

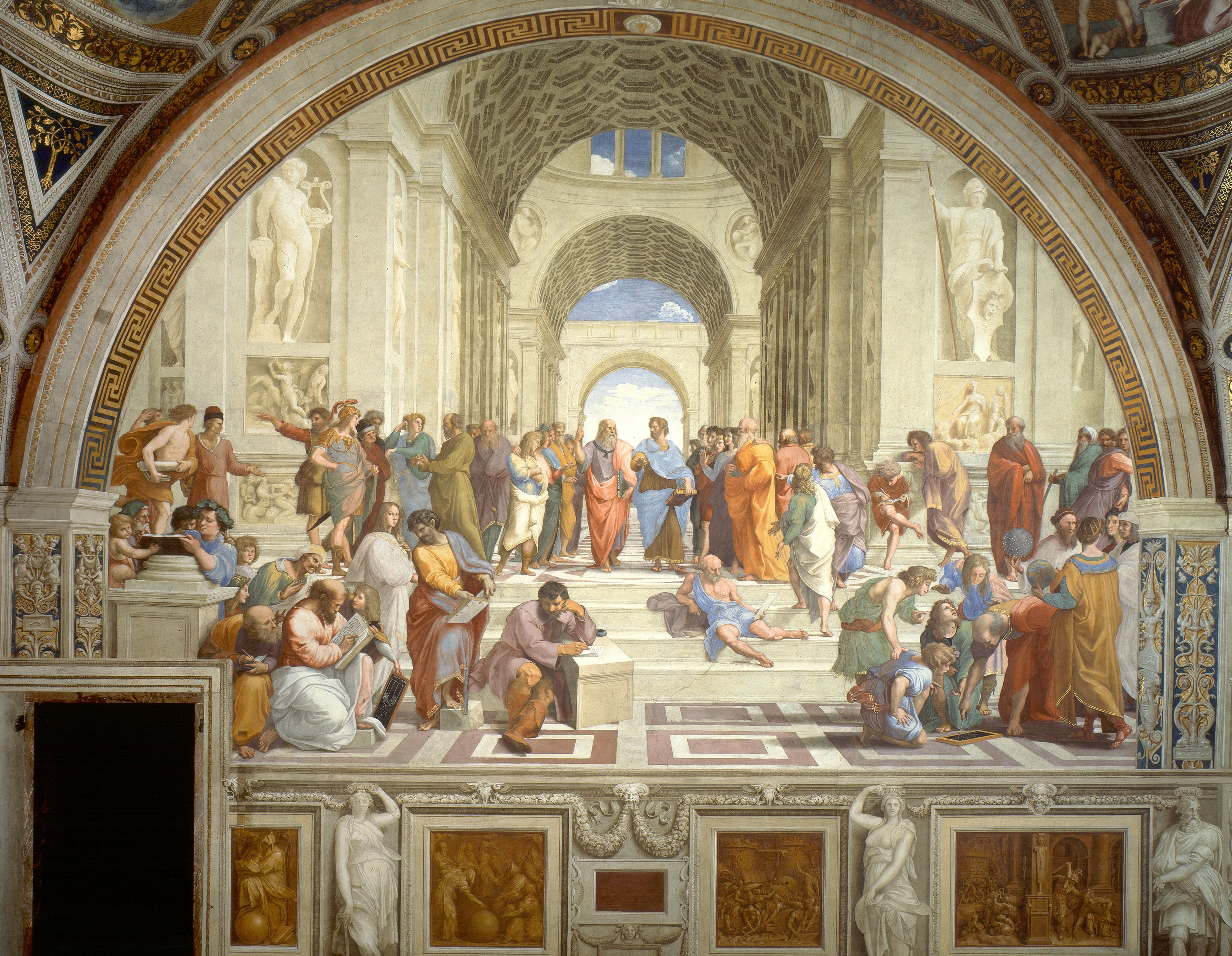
Paroi est : L'École d'Athènes.

L'École d'Athènes, dédiée à la philosophie, est placée dans une nef profonde d'un bâtiment découvert, inspirée des plans de Bramante pour la nouvelle basilique Saint-Pierre, et évoque l'idée d'un « temple de la sagesse ». Des philosophes et des sages de l'Antiquité sont réunis sur une volée de marches autour de Platon et d'Aristote au sommet. Les groupes sont articulés dynamiquement, enchaînant gestes et expressions, et respectant une certaine hiérarchie symbolique qui ne rigidifie jamais la représentation, apparaissant toujours lâche et naturelle. Raphaël confie les effigies d'artistes contemporains (Léonard de Vinci, Michel-Ange, Bramante, lui-même et Sodoma) à différents personnages, comme pour exprimer la nouvelle et fière affirmation de la dignité intellectuelle de l'artiste moderne.

### La Dispute du Saint-Sacrement

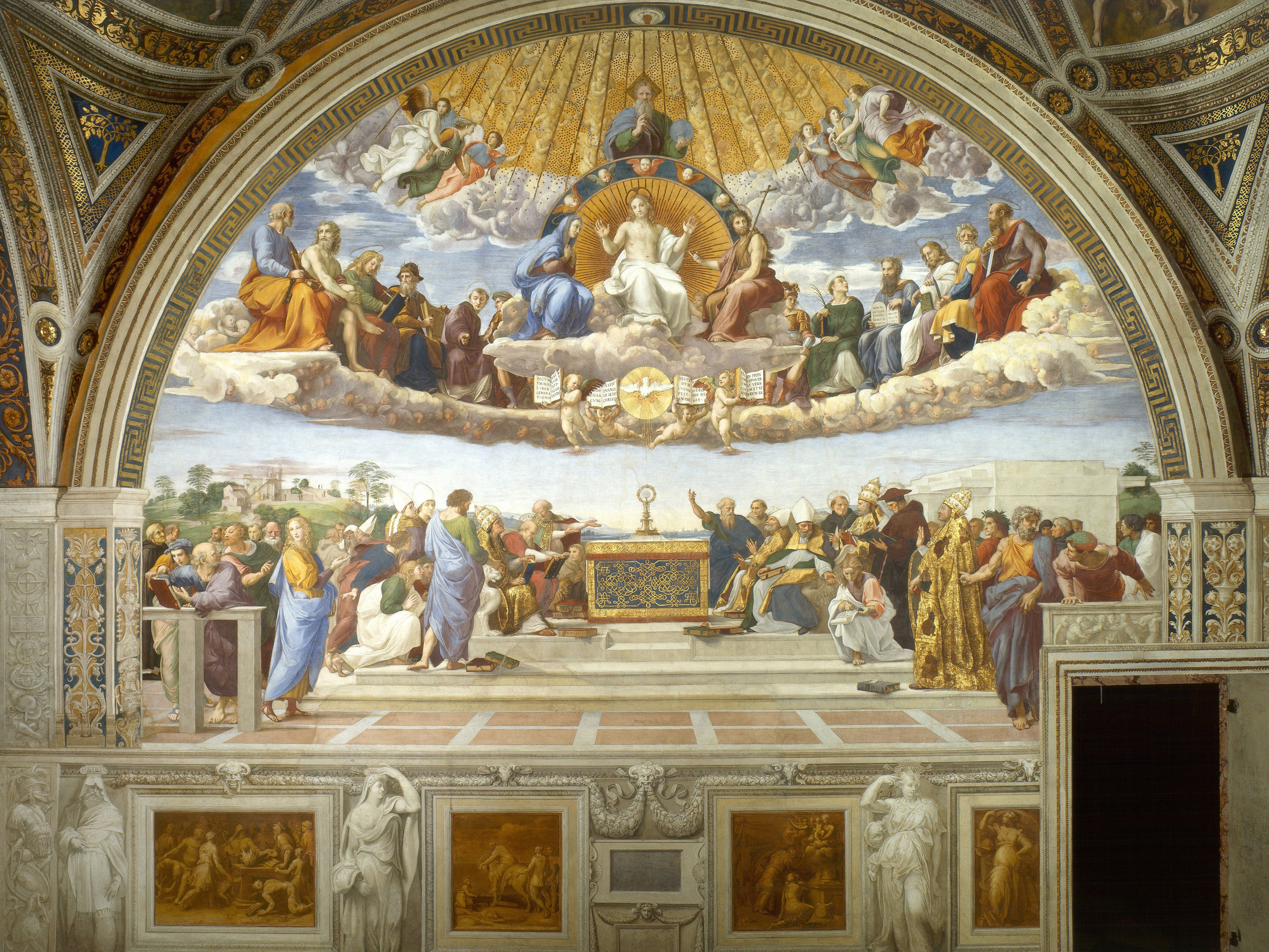
Paroi ouest : La Dispute du Saint-Sacrement.

En face de l'École d’Athènes, sur le mur correspondant à la Théologie, se trouve la fresque de la Dispute du Saint-Sacrement, sans doute peinte en premier, qui évoque le « Triomphe de la Religion ». Aux côtés de la Très Sainte Trinité (avec Dieu le Père, le Christ entre la Sainte Vierge et saint Jean Baptiste, et le Saint Esprit au centre) se trouve l'Église Triomphante, avec les patriarches et les prophètes de l’Ancien Testament qui alternent avec les apôtres et martyrs, assis en hémicycle sur les nuages. Les personnages sont (de gauche à droite pour le spectateur) : saint Pierre, Adam, saint Jean l'Évangéliste, David, saint Laurent, Judas Macchabée, saint Étienne, Moïse, saint Jacques le Majeur, Abraham et saint Paul. Sur terre, aux pied de l’autel sur lequel domine le Très Saint Sacrement, est installée l’Église Militante. Les quatre Pères de l’Église latine sont assis sur des trônes en marbre près de l’autel : saint Grégoire le Grand (sous les traits de Jules II), saint Jérôme, saint Ambroise et saint Augustin. Certains ont la physionomie de personnages historiques : le pape situé le plus à droite a les traits de Sixte IV (oncle de Jules II), Dante Alighieri est derrière lui, le religieux à l’extrême gauche est Fra Angelico. Bien que magistralement organisée pour unifier les deux moitiés de la composition, la sphère céleste et la sphère terrestre, elle comporte quelques archaïsmes, des rappels d'œuvres plus anciennes qui suggèrent que Raphaël cherche encore sa voie. L'étude des nombreux dessins préparatoires permet d'observer une accentuation progressive des gestes et de la chaleur émotionnelle des personnages, cependant coordonnée par un point focal, qui est représenté par l'hostie consacrée au-dessus de l'autel.

### Le Parnasse

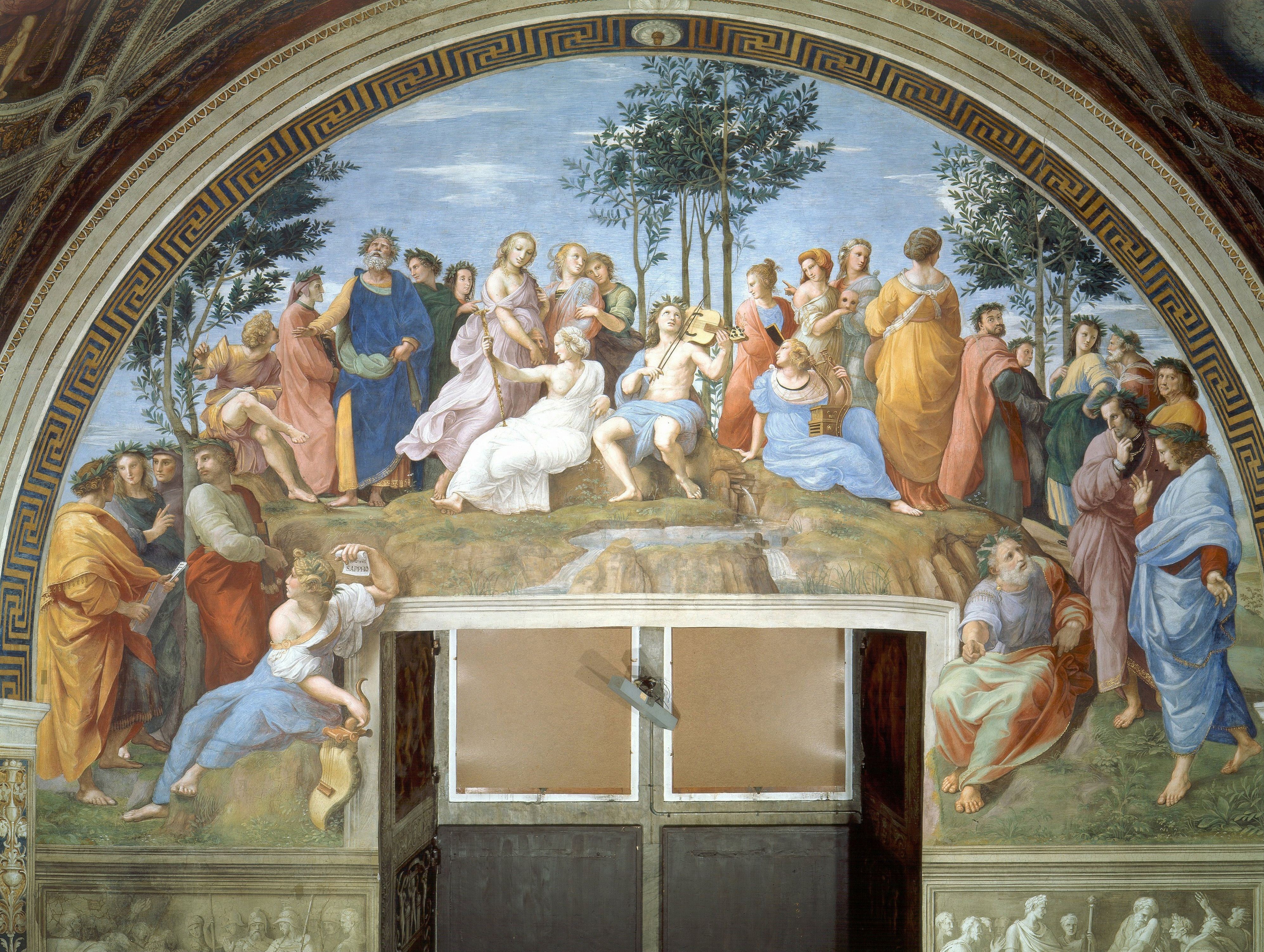
Paroi nord : Le Parnasse.

La fresque du Parnasse est associée à la poésie. Apollon est au centre. Entouré des Muses, il joue de la vièle. Les poètes anciens et modernes, dont Homère, Virgile et Dante, se rassemblent autour d'Apollon et des Muses, avec des mécanismes de composition similaires aux fresques précédentes.

### Les Vertus cardinales et théologales

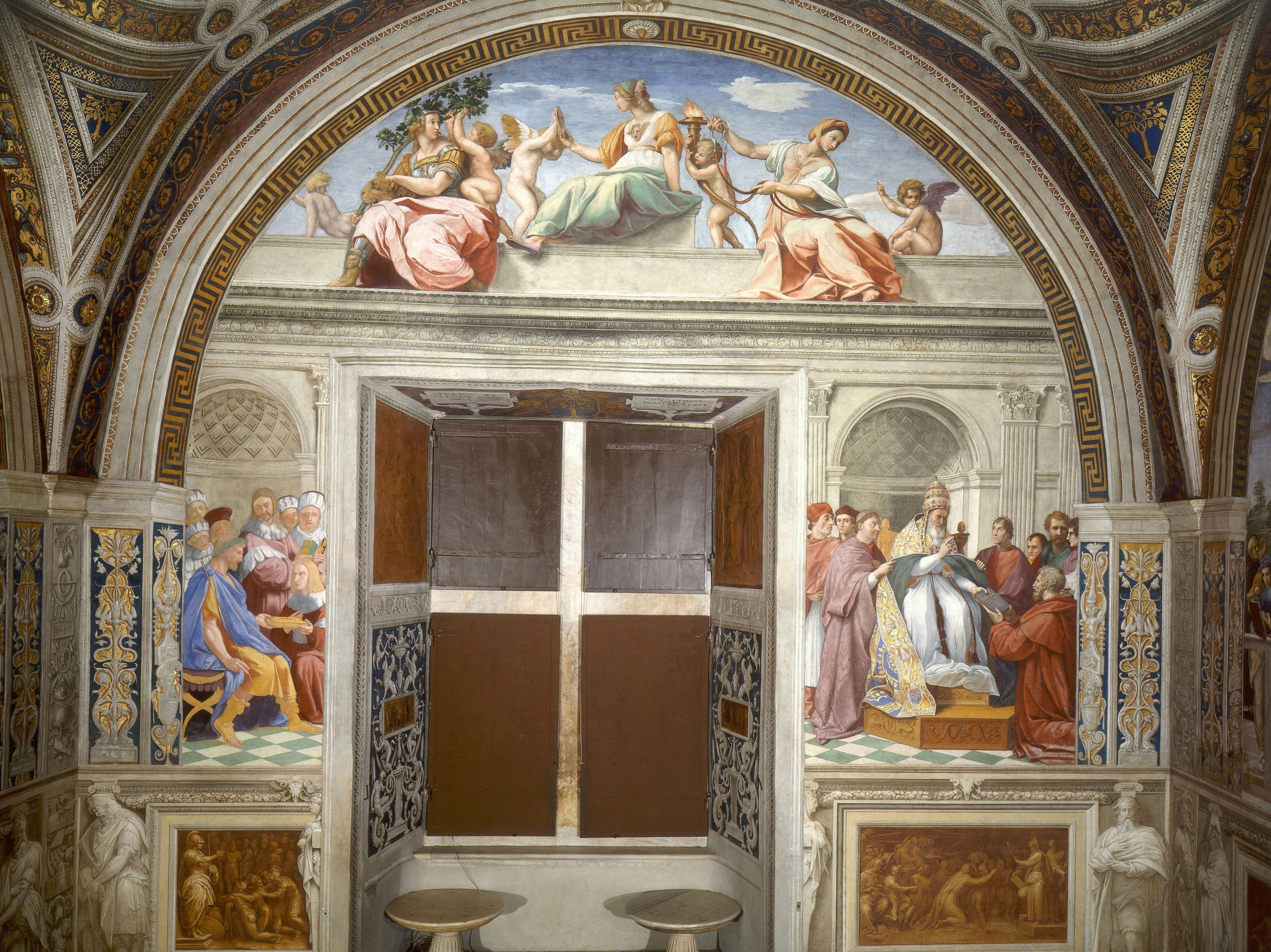
Paroi sud : Les Vertus cardinales et théologales.

La lunette avec les Vertus cardinales et théologales, en raison de sa forme irrégulière, est divisée en plusieurs représentations : en association avec la justice, Raphaël représente dans la lunette les trois vertus cardinales personnifiées par trois femmes : à gauche, la Force porte un casque ; au centre, la Prudence à un double visage, l’un est jeune et symbolise l’avenir, l’autre est vieux et symbolise le passé, elle tient un miroir qui lui permet de voir dans le passé tout en restant tourné vers le futur ; enfin la Tempérance à droite tient un morse et une bride. Les vertus théologales, elles, sont personnifiées par trois anges : l’un cueille des fruits à gauche, c’est la Charité. Un autre tient une torche derrière la Prudence, il personnifie l’Espérance. Un troisième enfin, pointe son doigt vers le ciel à droite : c’est la Foi. On retrouve à gauche La Remise des Pandectes à l'empereur Justinien et, à droite, La Remise des Décrétales au pape Grégoire IX.

### Registre inférieur et autres éléments
À l'origine, le registre inférieur, celui au niveau des yeux, était décoré, comme dans la Sala delle Udienze del Collegio del Cambio à Pérouse ou dans le Studiolo de Frédéric III de Montefeltro à Urbino, par un revêtement de panneaux de bois incrustés, que fra Giovanni da Verona a réalisé à partir de 1508.
Le registre inférieur de Perin del Vaga présente une série de carrés imitation bois, encadrés en monochrome et surmontés d'un feston, tandis qu'entre l'un et l'autre se trouvent des cariatides en faux relief ou des tableaux imitant des miroirs de porphyre rouge. Sous la Dispute du Saint-Sacrement se trouvent les scènes d'un Sacrifice païen, la Vision de Saint Augustin de l'enfant au bord de la mer et la Sibylle de Tiburtina montrant la Vierge à Auguste ; sous les Vertus cardinales et théologales, Solon s'adressant au peuple athénien (à gauche) et Moïse apportant les tablettes de la loi aux Juifs (à droite) ; sous l'École d'Athènes, se trouvent la Philosophie, les Mages se disputant sur la sphère céleste, la Mort d'Archimède et le Siège de Syracuse ; sous le Parnasse, sont peintes des imitation de bossages.
Des années plus tard, l'éléphant Hanno est représenté sur les heurtoirs des porte de la pièce (probablement réalisés par Giovanni da Udine), un animal exotique très célèbre à l'époque, donné à Léon X par le roi du Portugal, et qui a également été immortalisé par Giulio Romano dans une fresque au Vatican maintenant perdue.
Les clairs obscurs sur les plinthes ont été refaits par Polydore de Caravage sous le pontificat de Paul III.
Dans le sol en mosaïque de style Cosmatesque, figurent les emblèmes de Nicolas V et Léon X, ainsi que le nom de Jules II.

## Chambre d'Héliodore (1511-1514)

### Histoire
Cette chambre est la seconde dans laquelle travaille Raphaël. Elle donne sur le cortile del Pappagallo du palais apostolique. Alors que la chambre de la Signature est en voie d'achèvement, Raphaël, à l'été 1511, commence à dessiner les cartons pour la décoration de la salle voisine, destinée à être une salle d'audience. En juin, le pape est revenu à Rome après une campagne militaire désastreuse contre les Français, qui a entraîné la perte de Bologne et la menace continue des armées étrangères dans la péninsule.
En ce moment d'incertitude politique, un programme décoratif est décidé qui met l'accent sur la protection accordée par Dieu à son Église à certains moments de son histoire, décrivant des interventions miraculeuses contre des ennemis internes et externes, et s'appuyant sur le culte de l'Eucharistie, particulièrement cher au pontife. Pour André Chastel, le décor de la chambre d'Héliodore est consacré à la protection dont bénéficie l'Église de Rome et contient des allusions à la résistance de la papauté face à l'avancée des troupes françaises de Louis XII pendant la Guerre de la Ligue de Cambrai.

### Description générale

Chambre d'Héliodore
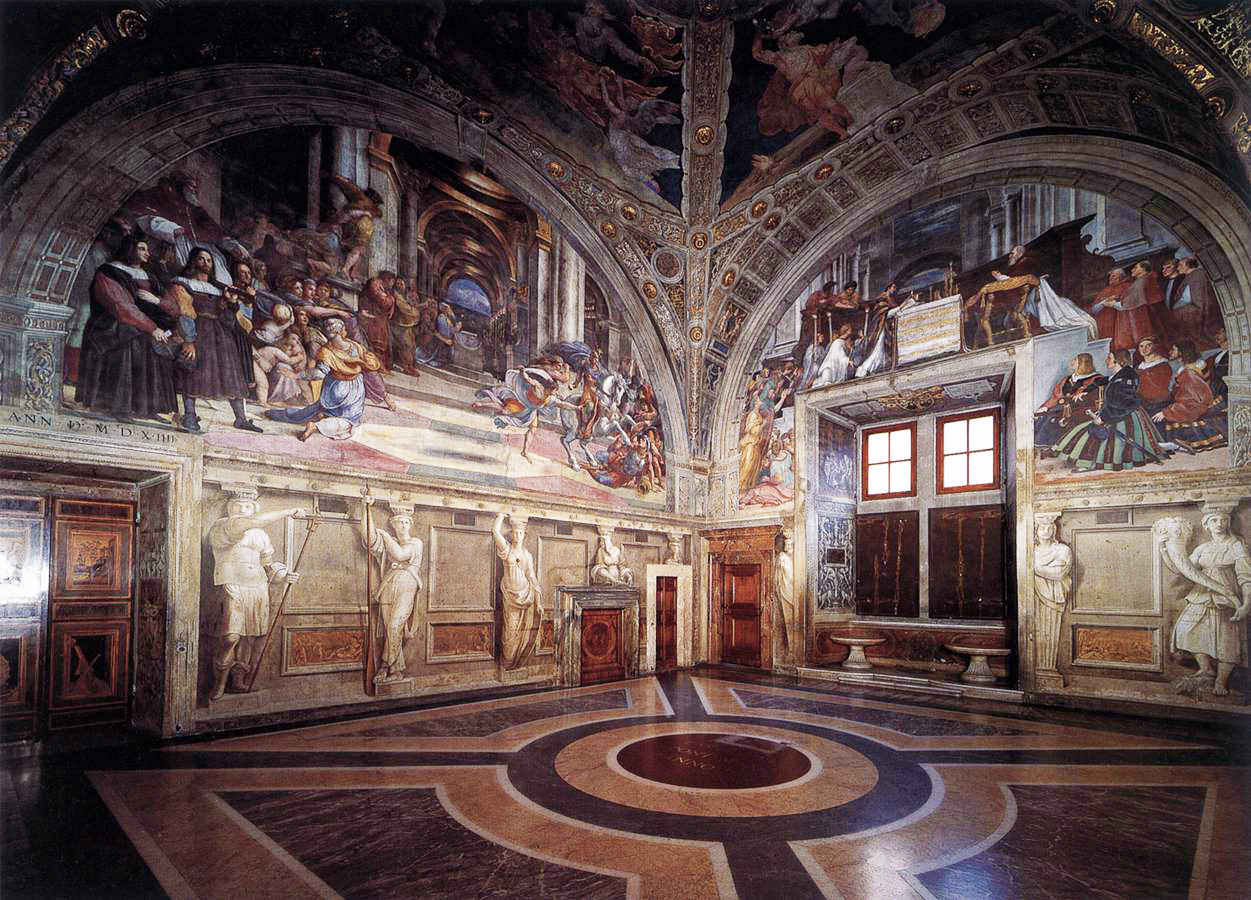
Vue générale (I).
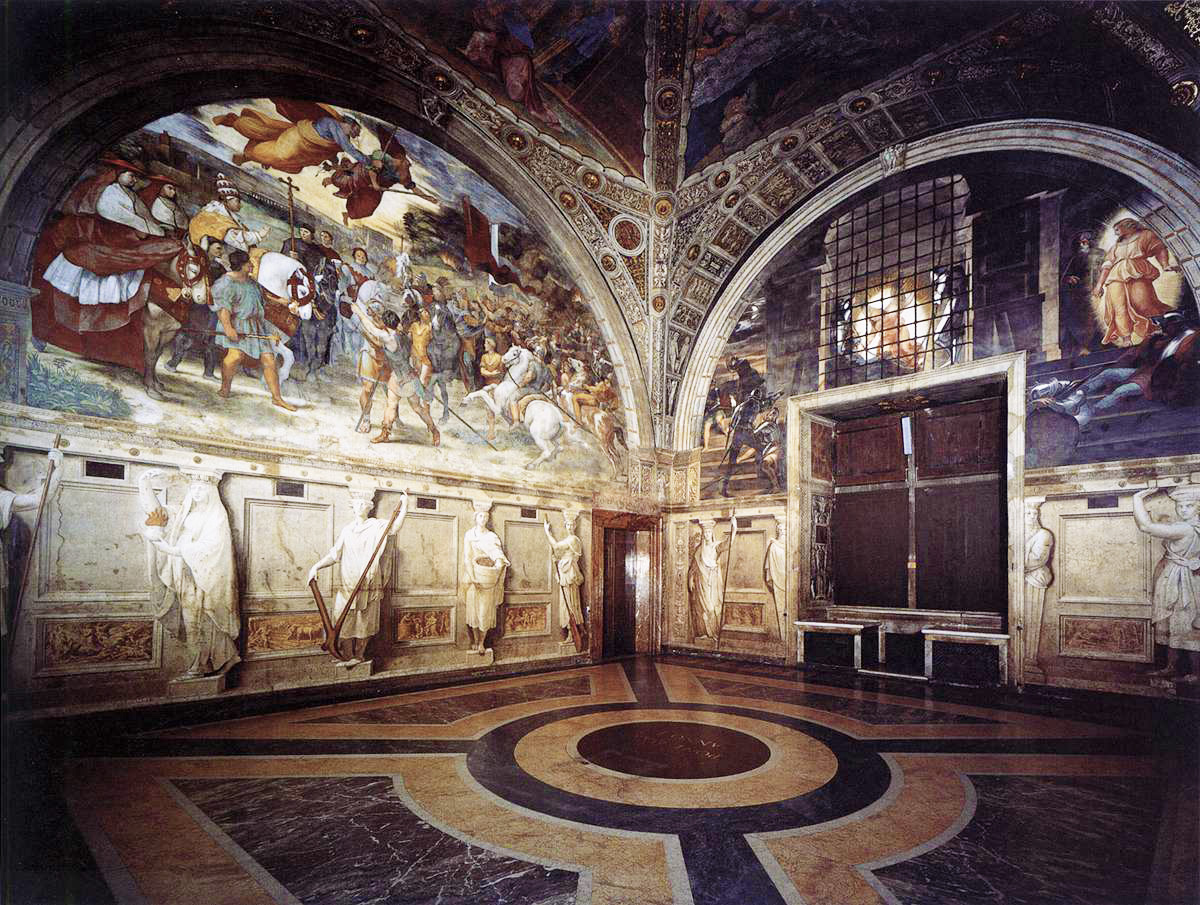
Vue générale (II).

Quatre fresques y sont peintes :
1. Héliodore chassé du temple (1511-1512)
2. La Messe de Bolsena (1512)
3. La Délivrance de Saint Pierre (1513-1514)
4. La Rencontre entre Léon le Grand et Attila (1514)

Les grotesques et les arcades de la voûte demeurent les seuls témoignages du travail antérieur de Luca Signorelli, Bramantino, Lorenzo Lotto et Cesare da Sesto, travail commandé par Jules II et auquel se substituent les fresques de Raphaël après l'engouement suscité par ses réalisations dans la Chambre de la Signature. Le peintre y travaille de la seconde moitié de 1511 à 1514, avec un paiement final en date du 1er août 1514. À partir de cette salle, l'utilisation des aides devient de plus en plus importante, posant le problème de l'autographie des différents éléments picturaux. À partir des dessins préparatoires, des transformations apparaissent dans les scènes qui sont actualisées en fonction de l'évolution des événements entre 1511 et 1512, avec le renversement des alliances et le triomphe temporaire du pontife : Jules II il est représenté comme spectateur dans la scène d'Héliodore chassé du temple et est mieux mis évidence dans la Messe de Bolsena.
Par rapport à la salle précédente, les innovations stylistiques, issues de la comparaison avec Michel-Ange et des coloristes vénitiens, sont évidentes. Les sujets sont fortement dramatiques comme il convient au thème de la protection miraculeuse : les scènes sont plus agitées, avec des ombres plus profondes, des couleurs plus denses, des compositions dans lesquelles la recherche de symétrie devient plus libre et plus lâche, jusqu'à une première scène complètement asymétrique, la Rencontre entre Léon le Grand et Attila, en raison du contraste entre la fureur des Huns et de l'avancée pacifique du pape, certain de sa propre infaillibilité garantie par la protection divine. L'achèvement en 1511 par Michel-Ange de la première partie de la voûte de la Sixtine a des répercussions sur l'art de Raphaël ; la fougue de certaines partie de la Chambre d'Héliodore montre qu'il est prêt là aussi à adapter les idées d'un autre à ses propres fins.
Raphaël place le bas de ses grandes compositions plus haut sur le mur que dans la Chambre de la Signature : des portes n'interrompent plus la peinture. Il encadre les fresques plus profondément dans le mur par des arcs de proscenium peints, faisant illusion par les ombres projetées.

### Héliodore chassé du temple

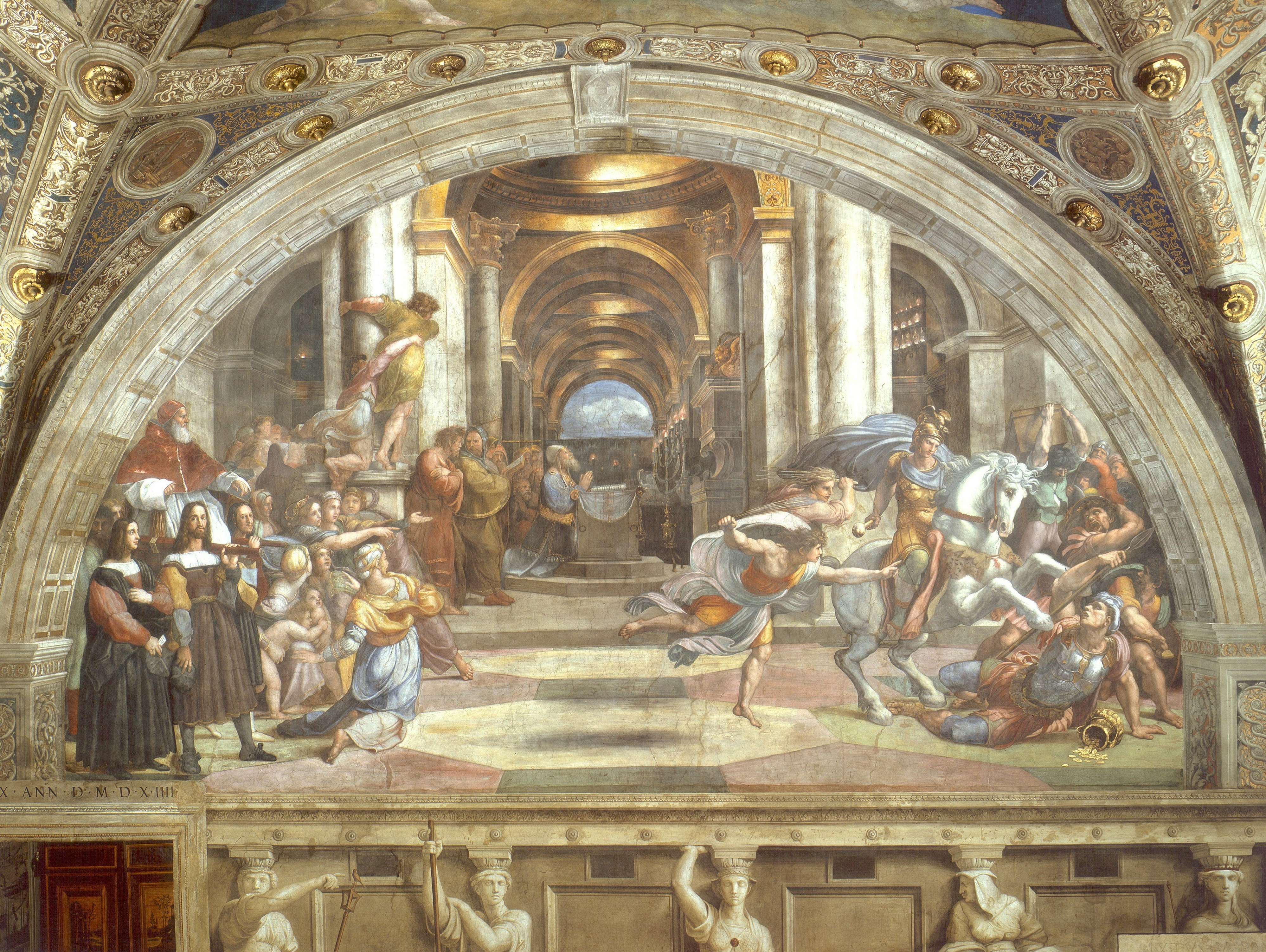
Paroi est : Héliodore chassé du temple.

La pièce tire son nom de la fresque représentant l'épisode biblique d'Héliodore chassé du temple lors duquel un miracle sauve l'Église d'un ennemi intérieur. Chargé par Séleucos IV de confisquer le trésor du Temple de Jérusalem, Héliodore est chassé par un cavalier et deux hommes envoyés par Dieu. La scène, qui se déroule dans une basilique avec une longue allée en raccourci et des éléments architecturaux dorés, a une configuration dynamique, avec le chevalier invoqué par le prêtre au centre et Onia qui fait irruption pour punir le profanateur. Jules II lui-même assiste à la scène à gauche, sur la chaise à porteurs, comme assistant à une représentation théâtrale. La calme sérénité de l'École d'Athènes apparaît déjà lointaine, et l'action dramatique vise à impliquer émotionnellement le spectateur. Si dans la Chambre de la Signature, tous les personnages ont des mouvements lâches et naturels, dans cette fresque, les exaspérations tordues et gestuelles qui, inspirées par Michel-Ange, annoncent le maniérisme, commencent à apparaître. Raphaël s'est représenté sous les traits d'un des porteurs, celui le plus à droite. Un autre porteur a les traits de son ami Marcantonio Raimondi. L'utilisation de la lumière et de la couleur est également différente, avec des tons plus denses et gaufrés par la lumière, probablement sous l'influence de coloristes de Venise, tels que Sebastiano del Piombo et Lorenzo Lotto.

### La Délivrance de saint Pierre

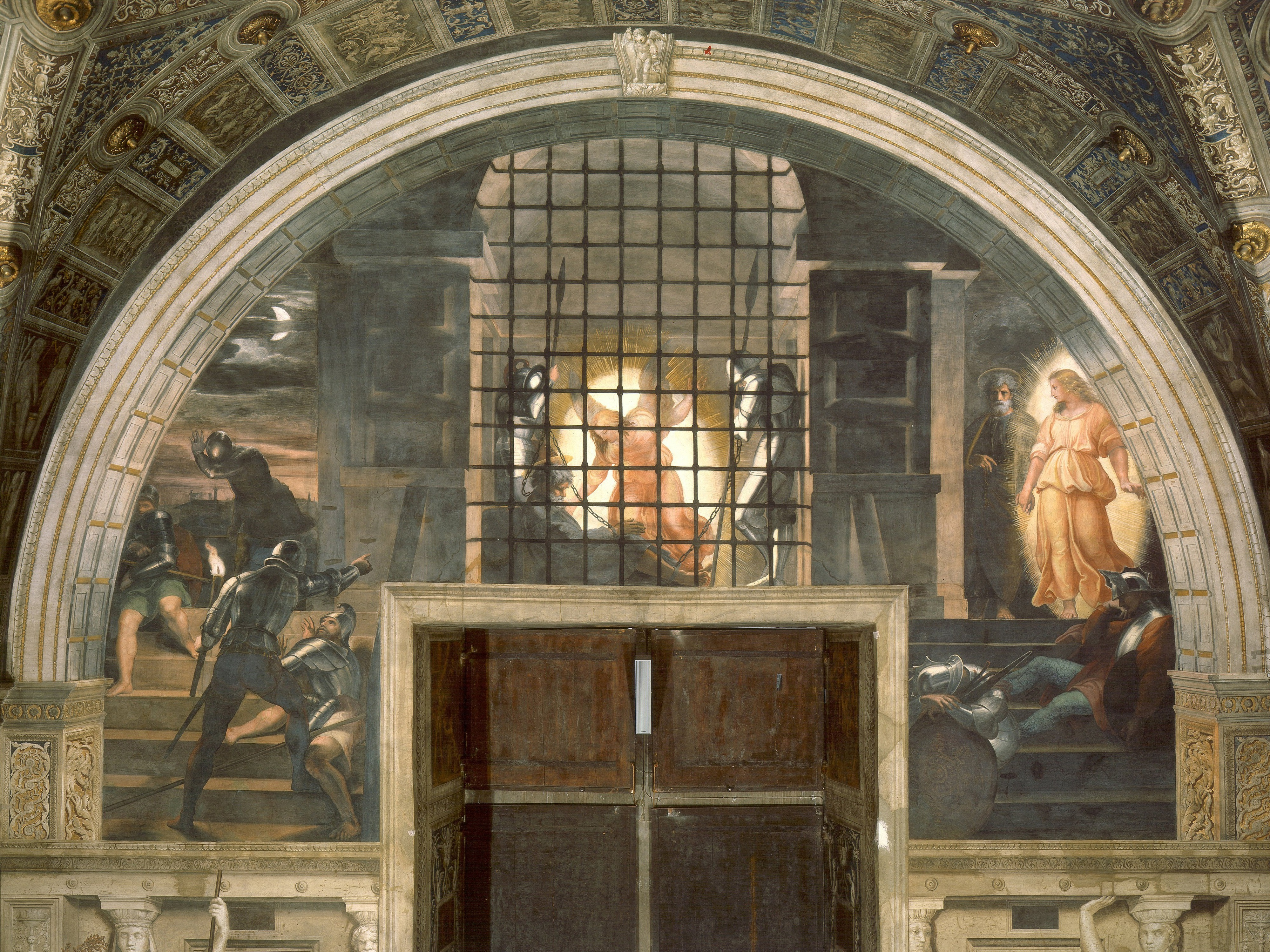
Paroi nord : La Délivrance de saint Pierre.

Au-dessus de la fenêtre donnant sur la cour du Belvédère, Raphaël peint La Délivrance de saint Pierre où Pierre est délivré de la prison par un ange tandis que les gardes dorment. Le choix de ce sujet est une allusion au pape Jules II, cardinal titulaire de la basilique Saint-Pierre-aux-Liens avant d'être élu pape. Raphaël y déploie une impressionnante diversité d'effets de lumière, compléments de celle naturelle qui pénètre par la fenêtre. La scène est composée de trois épisodes liés, mais fortement unitaires, et tous joués sur les contrastes de lumière, entre le décor nocturne et la vision lumineuse de l'ange divin. Le premier pape, sauvé et amené à triompher dans le moment le plus difficile de ses tribulations, est représenté au centre de la prison sauvé par l'ange, tandis qu'à gauche un groupe de gardes, dans les armures desquels les reflets de l'apparition surnaturelle et des torches s'illuminent, regarde impuissant la scène. À droite, Pierre est déjà libre, conduit par la main de l'envoyé divin à travers un escalier où tous les gardiens dorment, dans une atmosphère irréelle, entre rêve et réalité.

### LaRencontre entre LéonIerle Grand et Attila

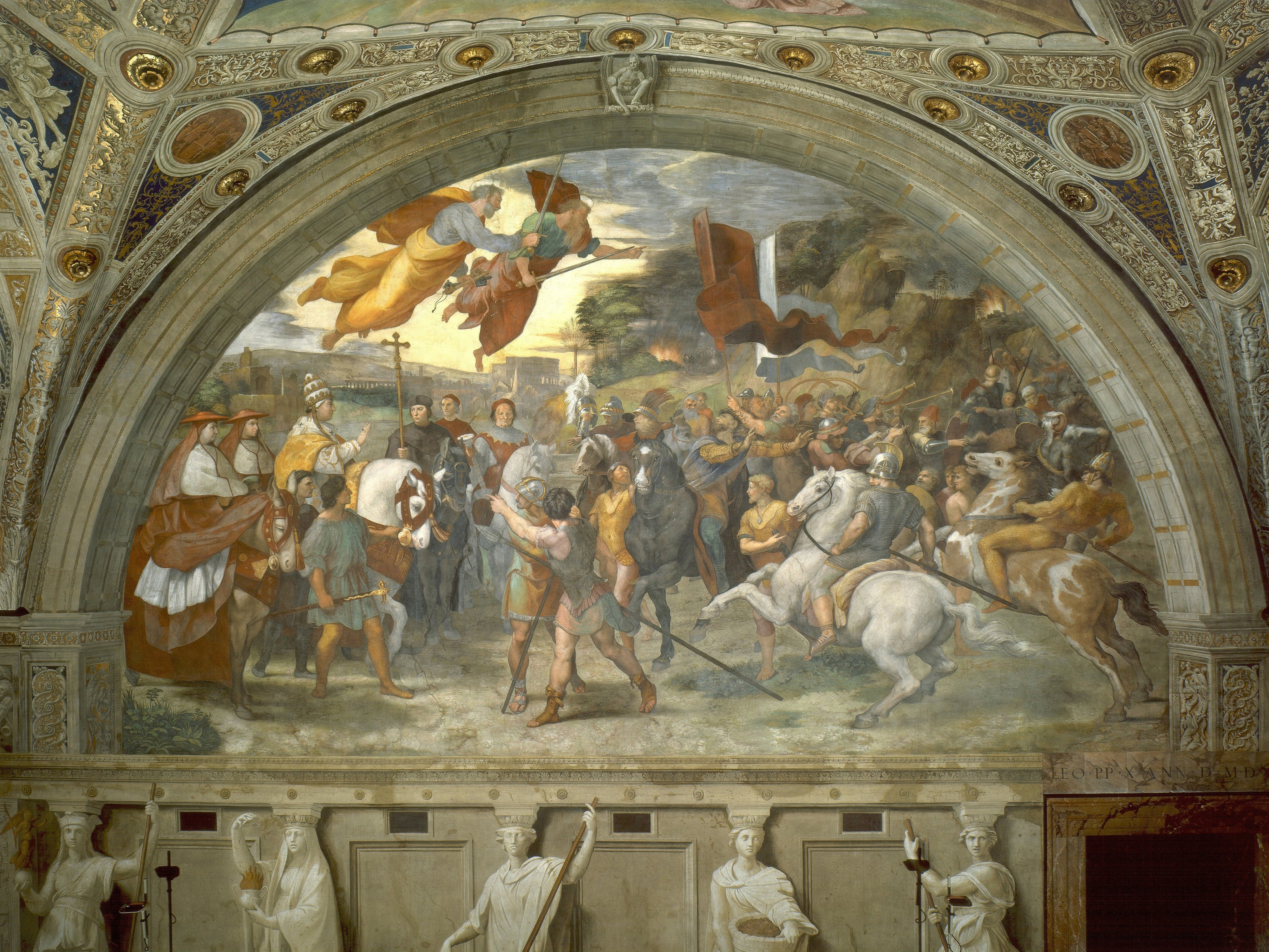
Paroi ouest : La Rencontre entre Léon Ier le Grand et Attila.

La Rencontre entre Léon Ier le Grand et Attila est la dernière fresque peinte dans cette salle. Elle est terminée sous le pontificat de Léon X. Ce dernier est d'ailleurs représenté deux fois dans la scène, comme le pape, Léon le Grand, et comme cardinal. Raphaël situe la scène à Rome même si historiquement elle eut lieu à Mantoue. Flottant au-dessus de la scène, saint Pierre et saint Paul dissuadent Attila de poursuivre sa marche sur Rome. La rupture du schéma symétrique et équilibré est particulièrement évidente dans cette fresque où les deux forces sur le terrain se heurtent de front. À droite, les Huns s'engouffrent dans le tumulte, au milieu des incendies et des ruines en arrière-plan, arrêtés par l'éloquente apparition des apôtres armés dans le ciel, tandis qu'à gauche, le pontife, avec son entourage, procède avec ordre et calmement, dans son infaillibilité, sur fond de la ville éternelle.

### La Messe de Bolsena

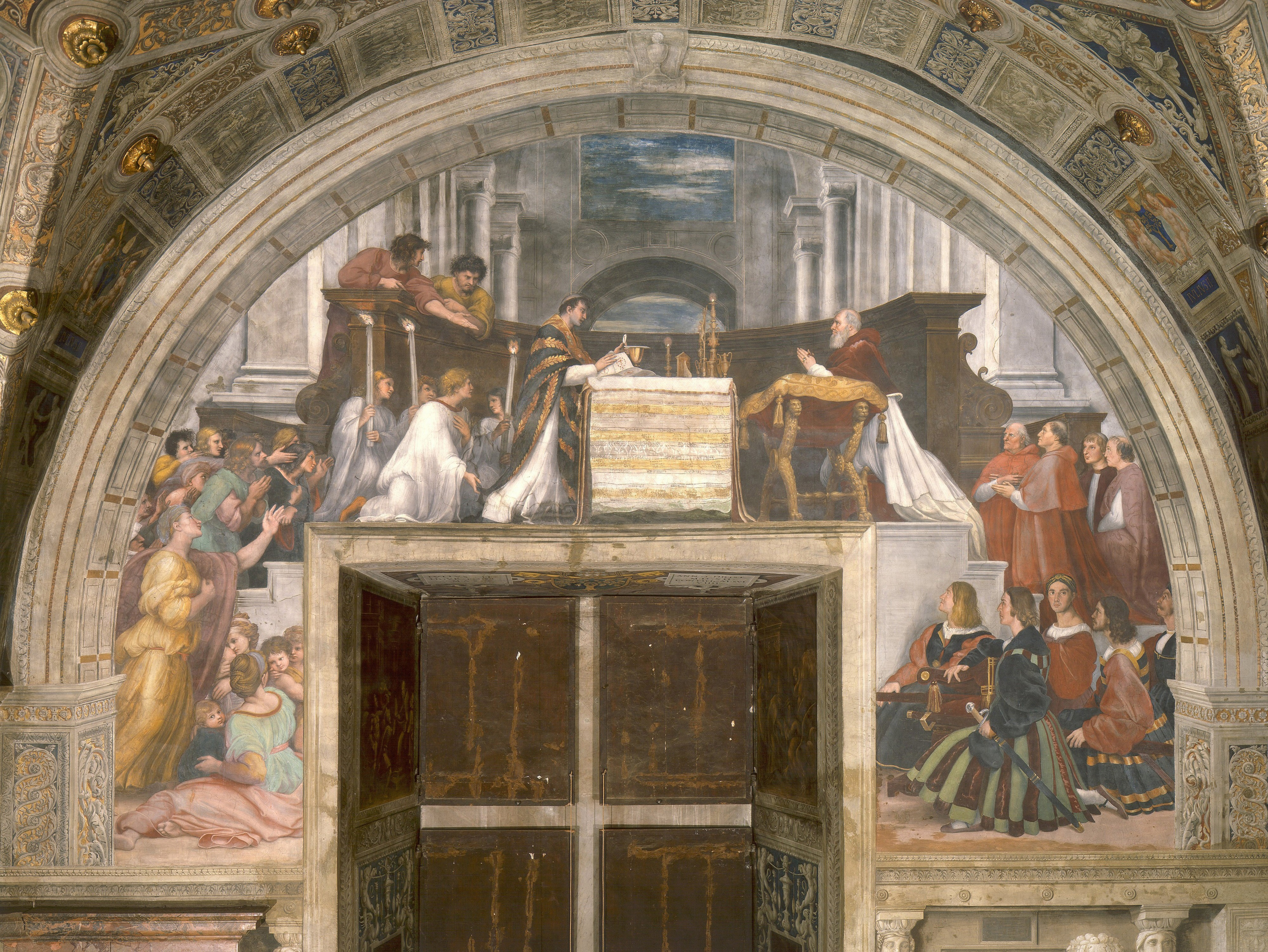
La Messe de Bolsena.

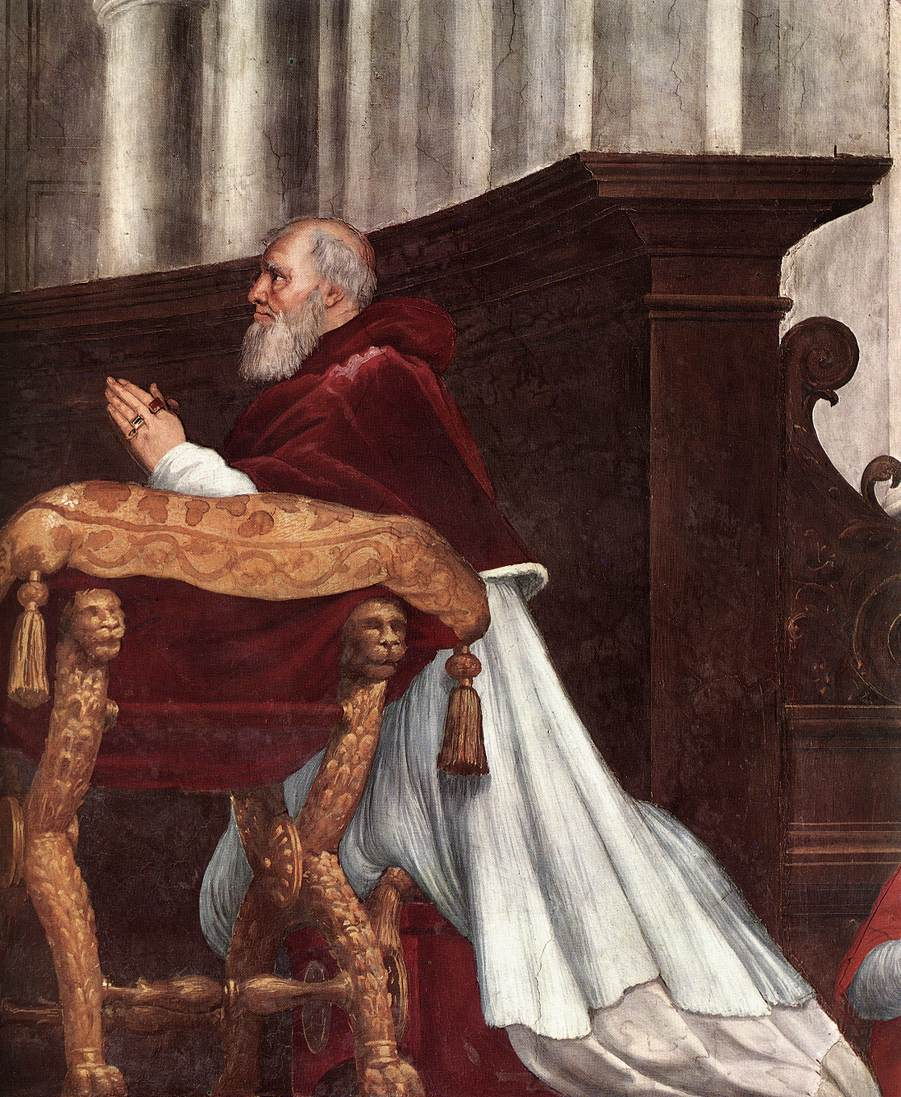
Messe de Bolsena, Jules II, détail.

Enfin, au-dessus de l'autre fenêtre, se trouve la fresque de La Messe de Bolsena qui raconte un épisode survenu à Bolsena en 1263 où le sang du Christ apparut au cours d'une messe auquel la papauté est historiquement très attachée, car elle se produisit à une époque de forts conflits doctrinaux sur le mystère de l'incarnation du Corpus Domini. Ce miracle est à l'origine de la Fête-Dieu et de l'édification de la cathédrale d'Orvieto. Jules II est représenté agenouillé à droite de l'autel. Raphaël créé une scène soigneusement équilibrée, avec un contraste entre le groupe tumultueux de fidèles à gauche, souligné par de légères larmes, et l'arrangement cérémoniel calme des personnages de la cour papale à droite, aux couleurs chaudes et corsées.

### Voûte

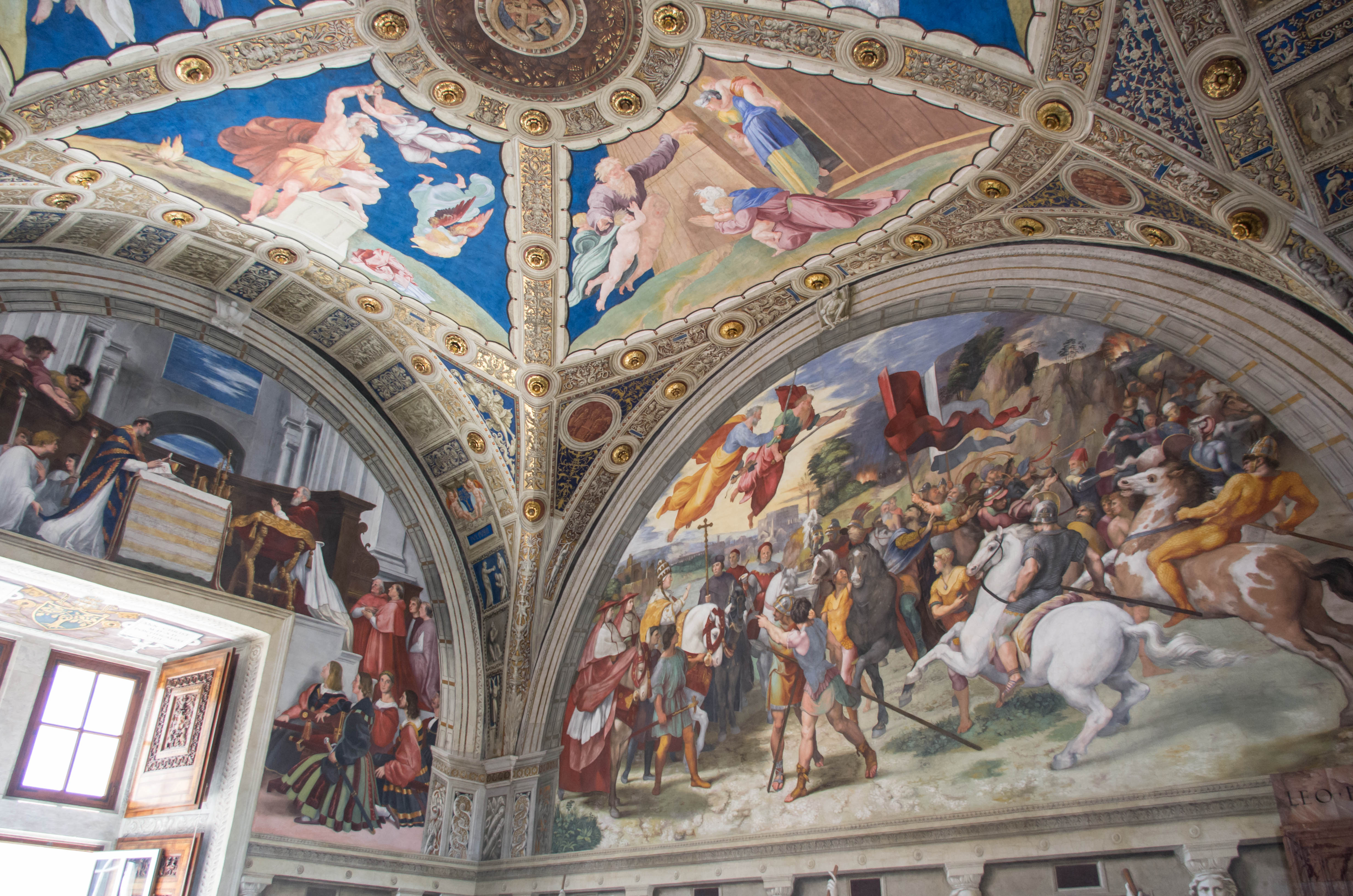
Chambre d'Héliodore.

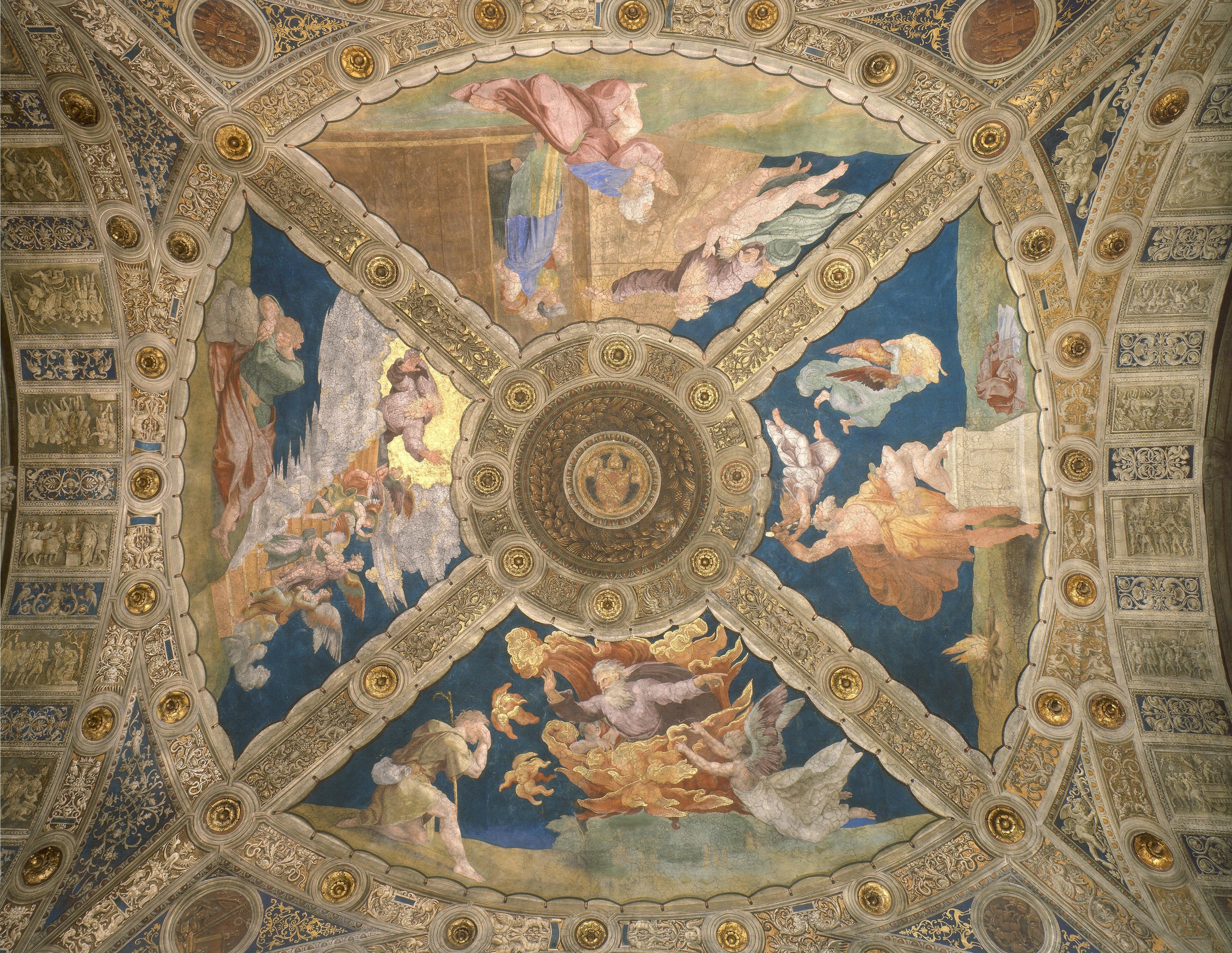
Voûte de la Chambre d'Héliodore.

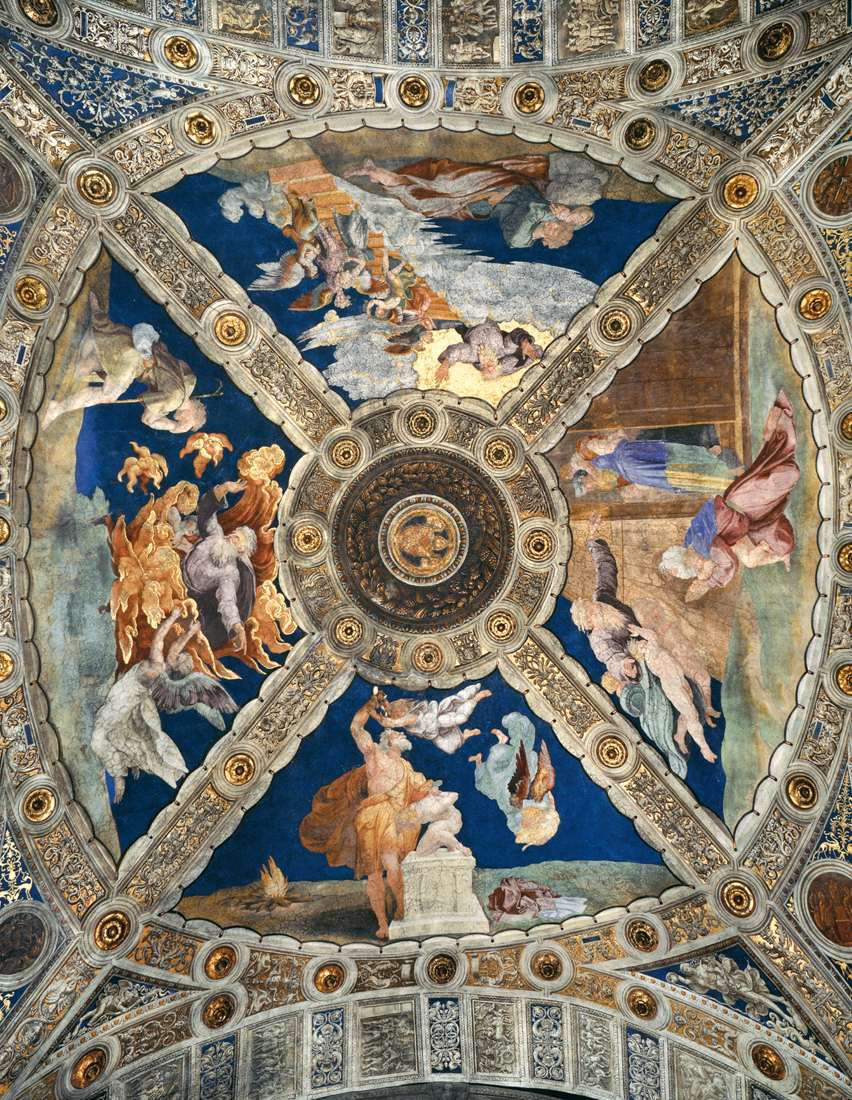
Voûte de la Chambre d'Héliodore.

La voûte comporte en son centre un médaillon aux armoiries du pape Jules II, comme dans la Chambre de la Signature, entouré d'arabesques monochromes sur fond doré entrecoupées de faux goujons dorés. Quatre compartiments simulent des tapisseries accrochées avec de faux clous et des anneaux entre les cadres. Raphaël place au centre de la voûte quatre épisodes de l'Ancien Testament qui évoquent la protection de Dieu envers le peuple d'Israël : le Sacrifice d'Isaac, le Buisson ardent, l'Échelle de Jacob, lApparition de Dieu à Noé.
Dans d'autres espaces entre les cadres, des décorations sont probablement de Baldassarre Peruzzi et datent d'avant l'intervention de Raphaël. Les quatre épisodes bibliques, tous datant de la seconde moitié de 1511, se réfèrent entièrement à Raphael d'après Vasari, mais Cavalcaselle les attribuent à Baldassarre Peruzzi, Adolfo Venturi à Guillaume de Marcillat, Baugart à Penni, et plus récemment Nesselrath à Lorenzo Lotto. Le mauvais état de conservation rend difficile aujourd'hui une évaluation fiable.

#### Carton deMoïse

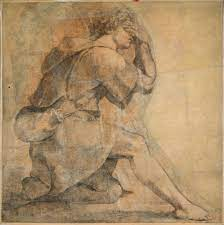
Raphaël, Moïse, fusain, pierre noire, estompe, réhauts blancs

Un carton préparatoire à la figure de Moïse, où le prophète se tient devant le Buisson ardent, est conservé au musée de Capodimonte à Naples. Composé en 1514, ce carton est reconnu aujourd'hui comme une œuvre autographe de Raphaël.
Utilisant dix-huit feuilles de papier, ce carton est exactement aux dimensions de l'œuvre achevée. Sa surface recouvre plusieurs giornate de l'intonaco de la fresque, le report ayant très certainement était fait avec un carton de substitution.
Raphaël adopte un style tenant compte de la manière que Michel-Ange avait développé dans les fresques de la chapelle Sixtine entre 1508 et 1512. Il en intègre la grandeur, l'énergie et l'intensité en la tempérant et en l'harmonisant par l'étude du réel et de la statuaire antique.

### Registre inférieur et autres éléments
La partie inférieure montre onze cariatides monochromes, représentant diverses allégories (du commerce, de la religion, du droit, de la paix, de la protection, de la noblesse, de la navigation, de l'abondance, du pastoralisme, de l' agriculture et de la viticulture), et quatre hermès parmi de faux panneaux de marbre : dans ces représentations l'idéologie papale et ses rêves de rénovatio impérial sont évidents. Plus bas, de petits compartiments imitent des bas-reliefs en bronze, avec des scènes symbolisant la prospérité dans les domaines de l'Église.
Ce soubassement est principalement attribué à Perin del Vaga, mais certains l'ont également attribué à Giovan Francesco Penni ou même à Raphaël lui-même. Cavalcaselle a par exemple attribué les cariatides à Penni sur un carton de Raphael, idée reprise également par Gamba.
La plinthe a été largement repeinte par Carlo Maratta au début du XVIIIe siècle.

## Chambre de l'Incendie du Borgo (1514-1517)

### Histoire
La chambre de l'Incendie de Borgo est la dernière dans laquelle une intervention directe de Raphaël est visible. L'exécution des fresques est confiée en grande partie à ses assistants (Giulio Romano, Giovan Francesco Penni, Giovanni da Udine et autres) car le maître est alors occupé par d'autres commissions papales dont principalement les tapisseries pour la Sixtine et la basilique Saint-Pierre, où Raphaël a pris la succession de Bramante après sa mort. La décoration de cette salle se déroule en deux phases : d'abord la voûte en 1508, commande du pape Jules II au Pérugin, puis les parois par Raphaël et ses assistants sous le pontificat de Léon X, de 1514 à 1517.
Anciennement connue sous le nom de « Chambre de la tour Borgia », elle sert de salle à manger à Léon X durant son pontificat.et tire son nom de l'une des histoires pariétales. Léon X, arrivé au pouvoir en 1513, s'inspire peut-être de l'une des dernières fresques de la Chambre d'Héliodore, celle de la Rencontre entre Léon le Grand et Attila, pour faire élaborer un programme encomiastique, lié aux figures précédentes des papes du même nom que lui, en particulier Léon III et Léon IV. Dans chacun des épisodes, comme dans ceux de la salle précédente, il fait insérer son portrait dans les effigies des papes protagonistes.
Une lettre datée de 1514, envoyée par Raphaël à Baldassarre Castiglione, semble faire allusion au rôle important de ce dernier dans l'élaboration des sujets, largement dérivés du Liber Pontificalis.
La présence de plus en plus répandue des aides, comme dans toutes les œuvres des dernières années de Raphaël, est marquée dans cette chambre : dans les histoires, une certaine baisse de « ton » provoque des critiques qui notent une « décadence » ou une « crise de l'imaginaire » chez l'artiste au début de la trentaine, d'une part engagé dans une confrontation de plus en plus stérile avec Michel -Ange, d'autre part habitué à sous-traiter l'essentiel de la réalisation de ses projets à ses collaborateurs sous sa supervision.
Des études approfondies ont mis en évidence l'activité frénétique de Raphaël durant ces années, soulignant la floraison ininterrompue d'idées et de solutions très innovantes, au point de limiter les possibilités d'exécution d'un si grand nombre d'initiatives. De plus, il est incontestable que dans le travail des élèves, quelque chose de l'idée originale est inévitablement trahi, sans pour autant diminuer la valeur de l'idée initiale. Dans l'Incendie de Borgo, la première des fresques et celle dans laquelle la main de Raphaël est la plus présente, les motifs repris à Michel-Ange sont évidents, anticipant les traits stylistiques du maniérisme.
Il est cependant certain qu'après 1514, les fresques ne sont plus au centre des préoccupations de Raphaël qui est engagé dans la réflexion sur le retable, dans les tapisseries de la Sixtine et surtout en architecture, après avoir pris la place de Bramante dans la direction des œuvres de la basilique Saint-Pierre et des palais apostoliques. Au cours de ces années, il se consacre aussi intensément à des études sur les monuments de la Rome antique, projetant de créer une carte grandiose de la ville impériale.

### Description générale

Chambre de l'Incendie du Borgo
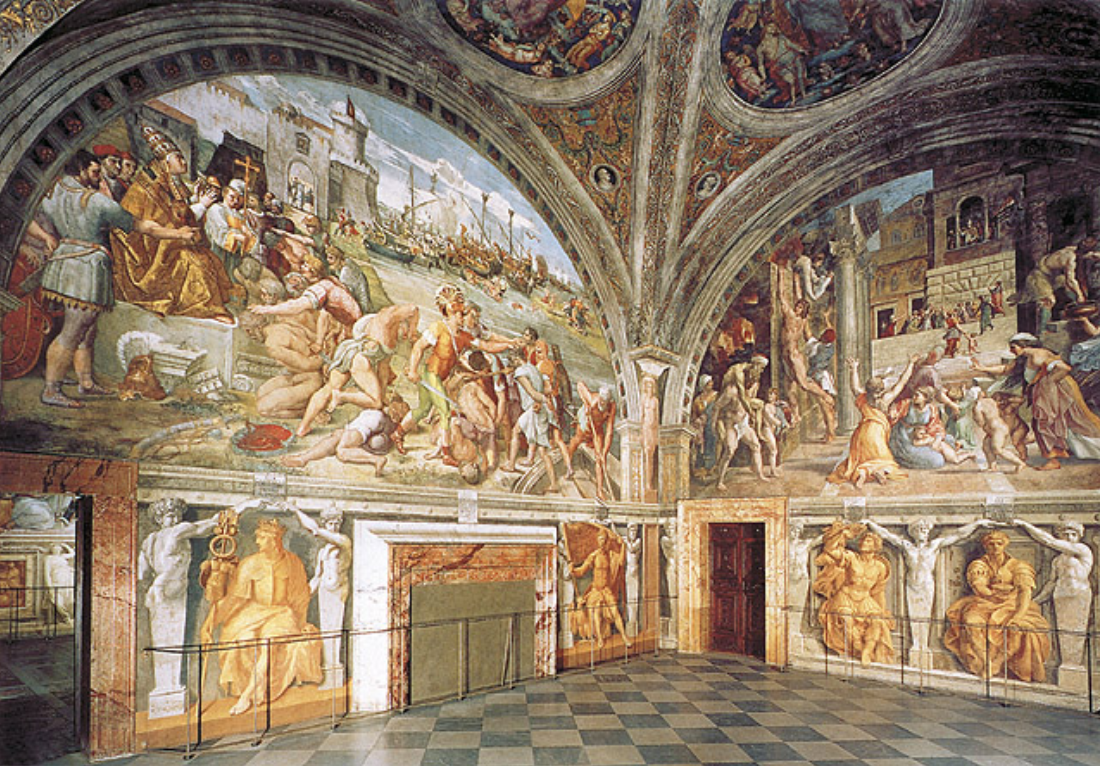
Vue générale (I).
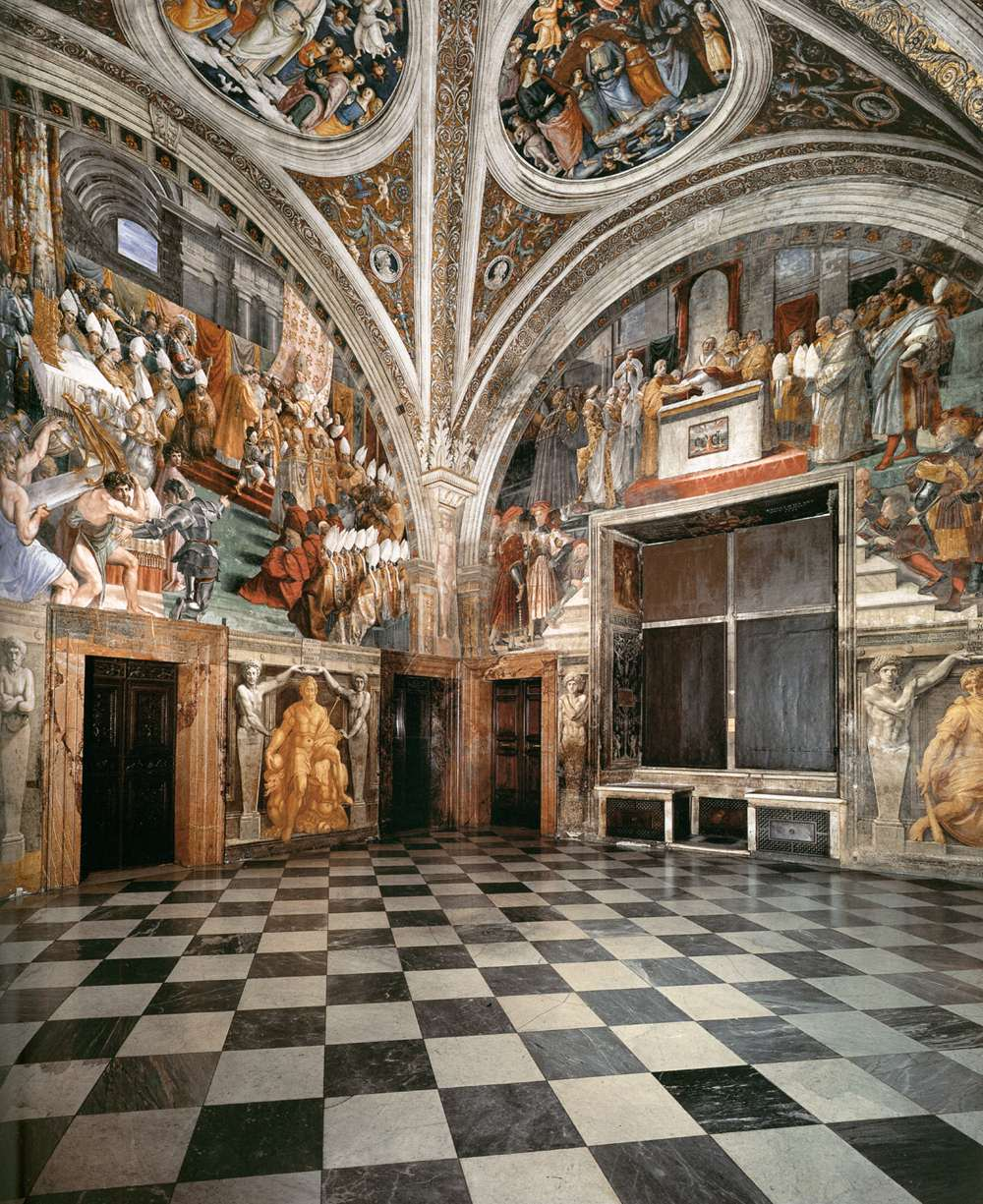
Vue générale (II).

La Chambre de l'Incendie du Borgo (environ 660 x 750 cm en plan) est située entre la Chambre de la Signature et la Tour Borgia, dans l'angle du complexe.
Quatre fresques y sont présentes sur les murs :
1. L'Incendie de Borgo (1514)
2. La Bataille d'Ostie (1514-1515)
3. Le Couronnement de Charlemagne (1516-1517)
4. Le Serment de Léon III (1517)

Des épisodes de la vie des papes Léon III et Léon IV sont représentés dans les fresques, notamment l'incendie du quartier Borgo qui donne son nom à la pièce : en 847, un incendie se déclare dans le quartier devant la basilique Saint-Pierre ; Léon IV parvient à éteindre l'incendie grâce à une bénédiction solennelle miraculeuse.
Les autres scènes sont consacrées au couronnement de Charlemagne par Léon III en l'an 800, au serment de Léon III, épisode durant lequel le pape dut se défendre contre les accusations des neveux du pape précédent, Adrien Ier, et la bataille d'Ostie qui voit la victoire miraculeuse des troupes de Léon IV sur les Sarrasins en 849.

### Voûte

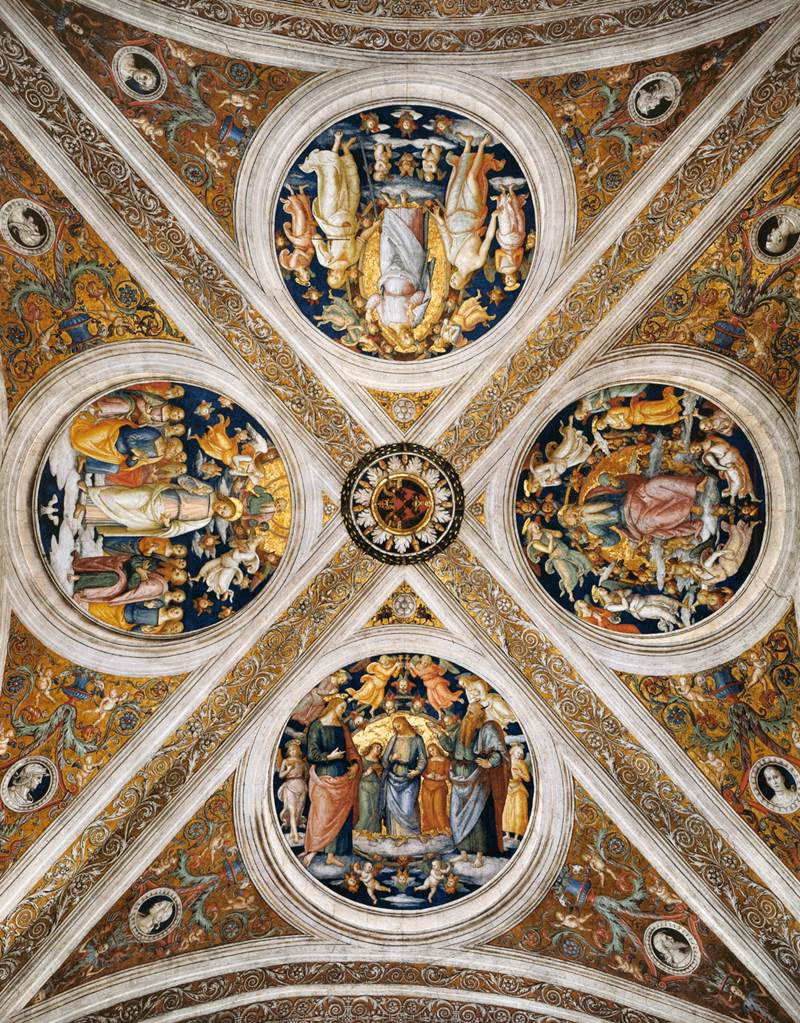
Voûte du Pérugin.

Raphaël conserve les fresques de la voûte réalisées par le Pérugin à l'époque de Jules II, entre 1507 et 1508, peut-être par une sorte d'affection pour son ancien maître, comme l'écrit Vasari, plutôt qu'en raison de l'urgence (comme Cavalcaselle le supposait) ou de la rareté des décorateurs disponibles dans l'atelier (Redig de Campos). Le Pérugin choisit de représenter la Sainte Trinité et diverses scènes : le Créateur entouré d'anges et de chérubins, la Tentation du Christ, le Christ entouré par la Miséricorde et la Justice. Ces œuvres de la phase décroissante de l'artiste, sont peu appréciées du pape Jules.
Un sens décoratif rythmique prévaut sur la symétrie, ainsi qu'un certain Horror vacui, avec tous les espaces remplis d'anges, chérubins et séraphins. Les couleurs douces se détachent dans des tons pastels délicats sur le bleu profond du fond et l'or qui domine la décoration environnante.
il n'y a pas de liens particuliers entre les médaillons dans la voûte et les scènes sous-jacentes dans les lunettes.

### L'Incendie de Borgo

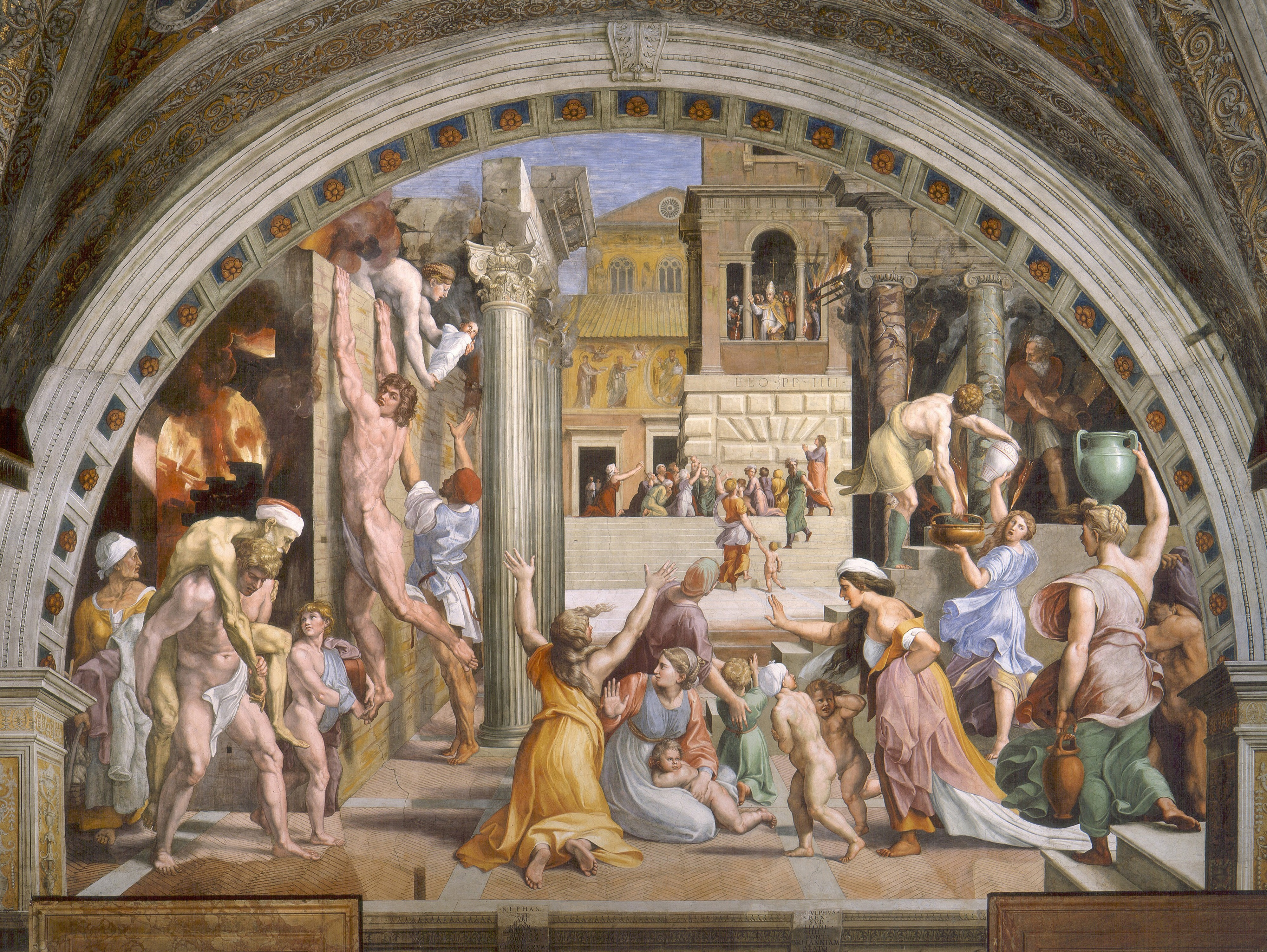
Paroi sud : L'Incendie de Borgo.

La fresque de l'Incendie de Borgo est aussi celle dans laquelle la main de Raphaël est la plus présente, avant qu'il ne s'engage dans d'autres commandes. La scène montre l'extinction miraculeuse de l'incendie qui s'est déclaré dans le Borgo grâce à l'intervention de Léon IV. Elle fait allusion au rôle pacificateur du pontife et à son activité pour éteindre les conflits entre les puissances chrétiennes.
Sur la gauche, figure aussi la citation cultivée d'Énée portant son père Anchise sur ses épaules, aux côtés de son fils Ascanio et de la nourrice Caieta, une allusion aux intérêts littéraires du pape.

### La Bataille d'Ostie

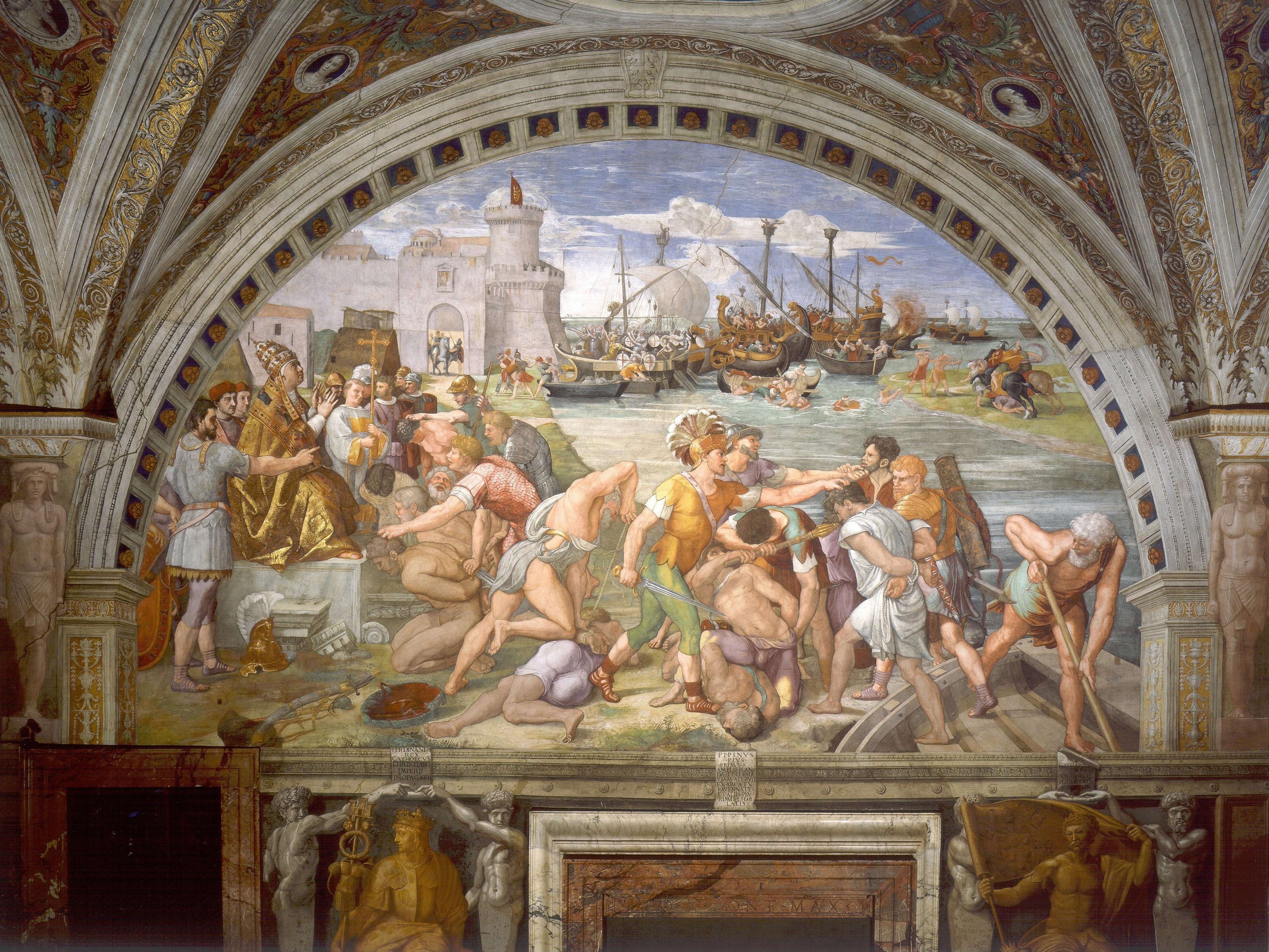
La Bataille d'Ostie

La bataille d'Ostie montre la victoire des galères papales contre la flotte sarrasine, lors d'une attaque dans le port d'Ostie en 849. Dans la fresque, le Pape, à gauche en train de rendre grâce, a les traits de Léon X. Elle fait allusion à une croisade invoquée par ce dernier contre les Turcs ottomans. À droite, au premier plan, on voit des prisonniers musulmans, appelés captifs, qui sont débarqués et amenés brutalement au pontife devant lequel ils s'agenouillent en signe de soumission, thème dérivé de l'art romain.
Seuls les portraits du pape et des cardinaux sont généralement attribués à Raphaël.

### Le Couronnement de Charlemagne

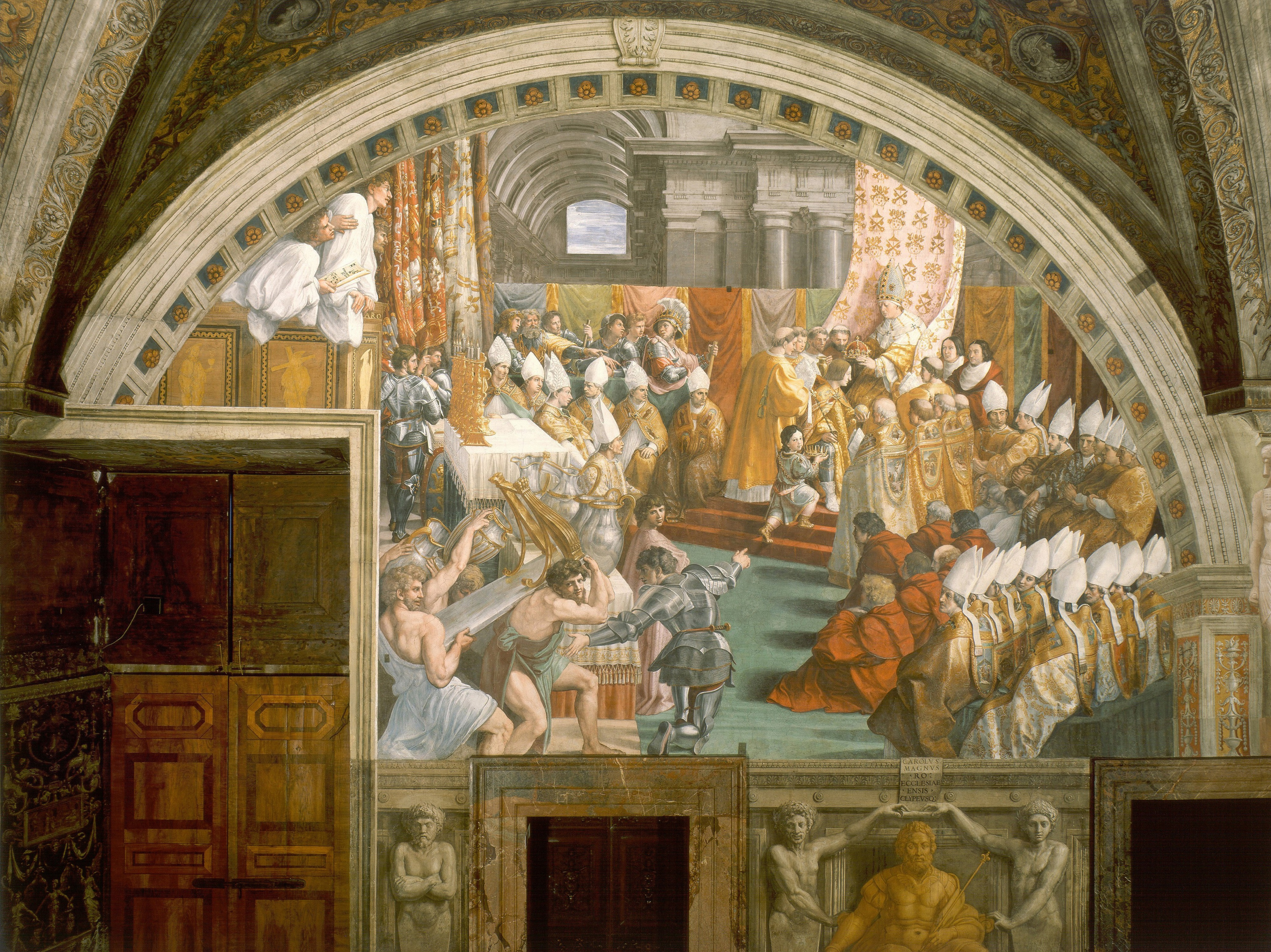
Paroi ouest : Le Couronnement de Charlemagne.

L'épisode du couronnement de Charlemagne par Léon III, qui a historiquement eu lieu la veille de Noël de l'an 800 dans l'ancienne basilique Saint-Pierre au Vatican, fait probablement allusion au concordat entre le Saint-Siège et le royaume de France signé en 1515 à Bologne. Le pape a les traits de Léon X et l'empereur ceux de François Ier, roi de France au moment de la réalisation de la fresque. L'intervention directe du maître est très rare, la rédaction picturale étant presque entièrement dévolue aux élèves.
La scène se déroule le long d'une diagonale, qui conduit l'œil du spectateur en profondeur, où le couronnement a lieu sous le baldaquin papal décoré des clés de saint Pierre. Deux groupes de cardinaux, d'évêques et de soldats entourent le public, tandis qu'à gauche on voit au premier plan, un groupe de préposés qui empilent de grands vases en argent et en or et une étagère aux pieds dorés sur une table d'offrandes, reprise du thème romain-impérial des triomphes romains.

### Le Serment deLéonIII

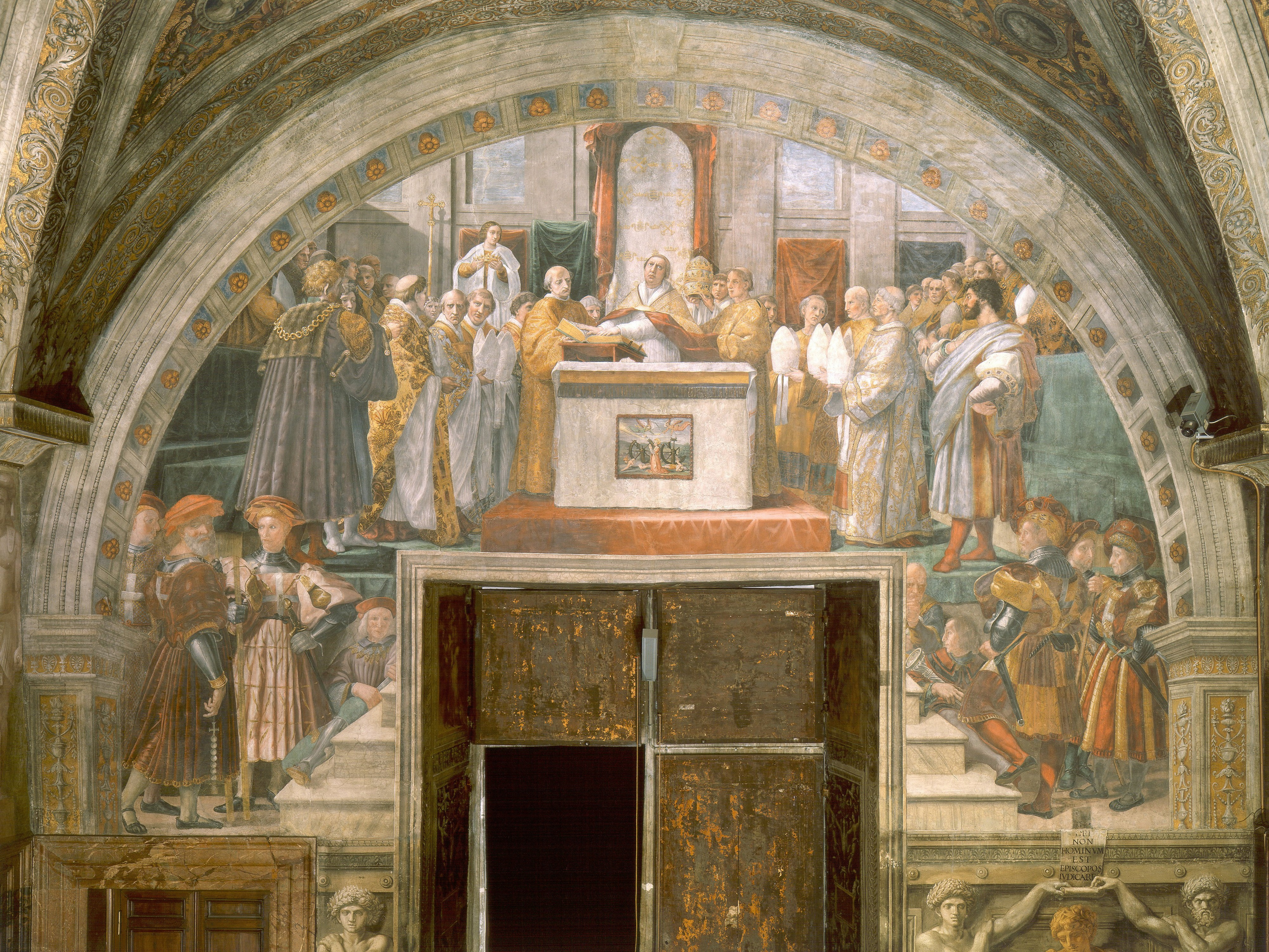
Paroi nord : Le Serment de Léon III.

La fresque, entièrement de la main des élèves de Raphaël, rappelle le serment, dans l'ancienne basilique Saint-Pierre le 23 décembre 800, avec lequel Léon III s'est purifié « non forcé et jugé par personne », des fausses accusations des neveux d'Adrien Ier, la veille du couronnement de Charlemagne. Comme dans les autres fresques de la salle, le pape a les traits de Léon X.
D'en haut résonnaient les mots, reproduits sur le cartouche : « Dei non hominum est episcopos iudicare », c'est-à-dire « C'est à Dieu, et non aux hommes de juger les évêques », allusion évidente à la confirmation, donnée en 1516 par le Concile du Latran III à la bulle Unam Sanctam de Boniface VIII, selon laquelle la responsabilité du pape ne peut être jugée que par Dieu. La composition fait référence à celle de La Messe de Bolsena.

### Registre inférieur

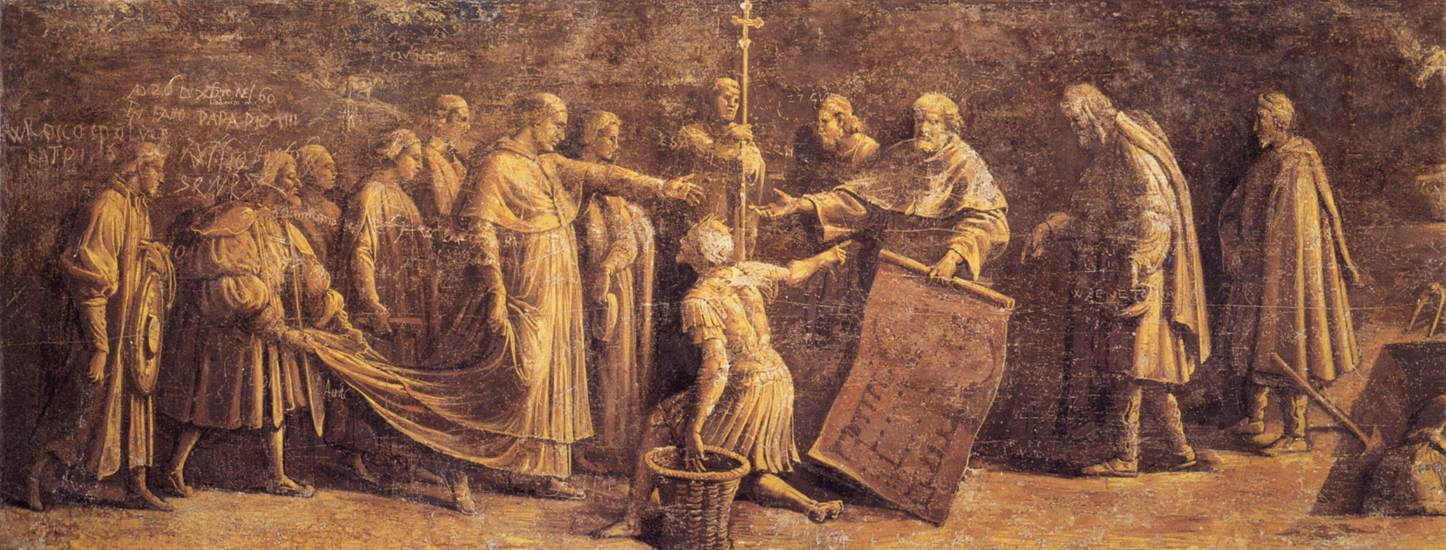
Fondation de la basilique Saint-Pierre.

Le registre inférieur présente des figures monochromes jaune / marron, avec Charlemagne, Astolfo, Goffredo di Buglione, Lothair I et Ferdinand le catholique, alternant avec des cariatides en clair-obscur. La réalisation de cette partie est confiée à Giulio Romano.

## Chambre de Constantin (1517-1525)

### Histoire
La chambre de Constantin, la quatrième et dernière pièce de l'appartement, est commandée à Raphaël par Léon X en 1517, comme le rappelle Vasari dans Les Vies de Raphaël et Giovan Francesco Penni. Cependant, le maître, dans les dernières années mouvementées de sa vie, n'a que le temps de préparer les cartons avant sa mort en 1520. Cette chambre est la plus grande. Les fresques sont réalisées après la mort de Raphaël par Jules Romain, Gianfrancesco Penni et Raffaellino del Colle.
Dans le chapitre des Vies de Vasari consacré à Giulio Romano, l'historien d'Arezzo écrit que Raphaël a fait préparer le premier des murs de la salle pour la peinture à l'huile. Plus tard, ses élèves, déçus par les résultats de la technique, optent pour la technique de la fresque traditionnelle, plus rapide et avec des résultats avérés, refaisant une nouvelle préparation mais gardant quelques figures déjà achevées, dont Justice et Mansuétude.
Six jours après la mort de Raphaël, le 12 avril 1520, Sebastiano del Piombo écrit à son ami Michel-Ange pour lui demander de profiter de sa relation de confiance avec le cardinal Giulio de 'Medici (futur Clément VII ) pour lui obtenir la tâche de décorer toute la pièce. Il semble que l'ambassade de Michel-Ange réussisse : une partie du travail est confiée au moine vénitien. Mais le 8 septembre, Sebastiano écrit à nouveau en se plaignant que le poste lui a été enlevé. Il s'est en effet heurté aux « apprentis » (c'est-à-dire les élèves, dans un sens désobligeant) de Raphaël, qui ont refusé de lui laisser utiliser les dessins du maître. Une autre lettre adressée à Michel-Ange par Leonardo Sellaio, datée du 15 décembre 1520, rappelle comment le pape, se préparant à visiter la salle de Constantin, a défini les peintures réalisées jusqu'à présent comme « chosa ribalda », c'est-à-dire de « bas étage ».
Ce jugement n'est pas confirmé par la lettre datée d'environ un an plus tard (16 décembre 1521) envoyée par Baldassarre Castiglione à Frédéric Gonzague, dans laquelle l'homme de lettres déclare son admiration pour le travail qui est maintenant à mi-chemin.
L'ouvrage est daté de 1520 à 1524 lorsque Giulio Romano, évidemment libre de tout engagement avec le pape, part pour Mantoue. La conception de l'ensemble est attribuée à Raphaël, mais toute la réalisation; et probablement aussi la composition des scènes, appartiennent à ses élèves.

### Description générale
Les fresques sont dédiées à des épisodes de la vie de l'empereur romain Constantin : La Vision de la Croix, vision de Constantin alors qu'il se prépare à affronter son rival Maxence ; la bataille du pont Milvius lors de laquelle Maxence est vaincu ; le baptême de Constantin où l'empereur se convertit au catholicisme et la donation de Rome, acte de la Donation de Constantin énumérant les territoires et les privilèges accordés à la papauté.

Chambre de Constantin
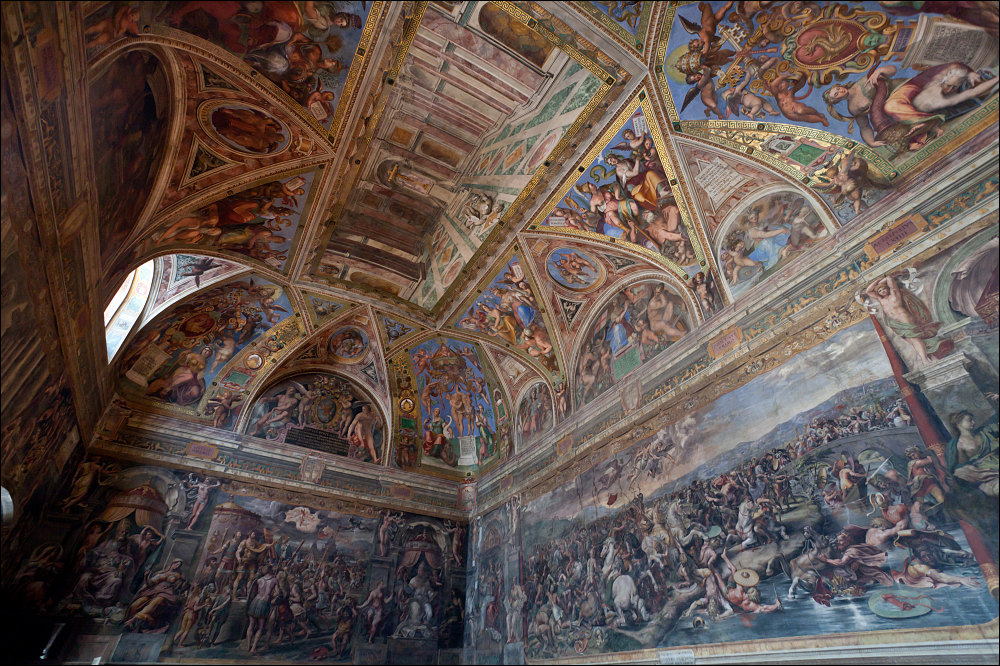
Vue générale (I).
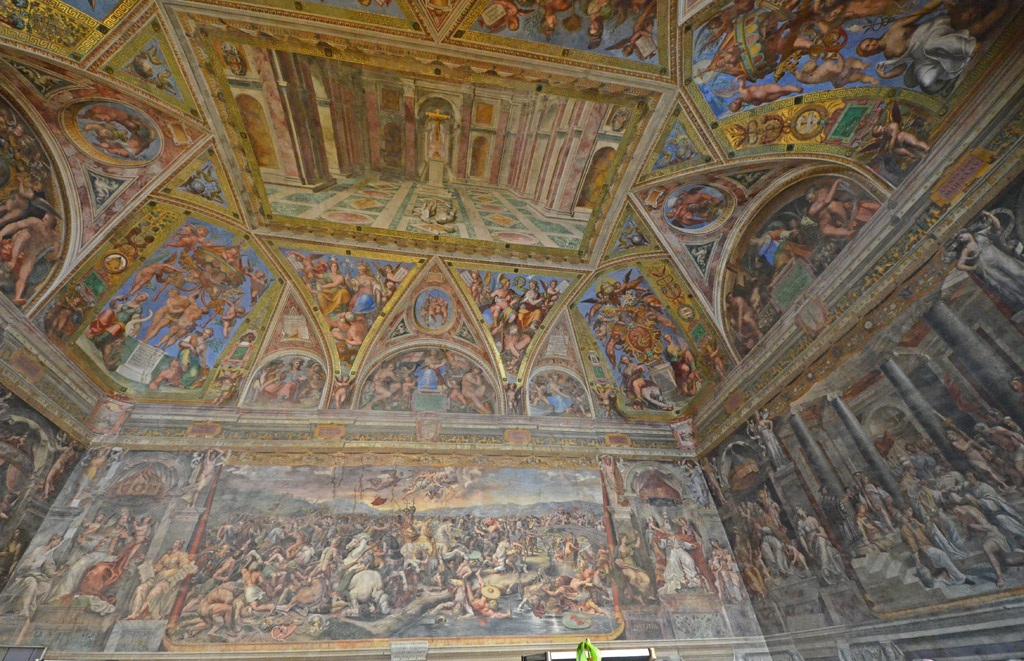
Vue générale (II).

Le thème iconographique principal, les histoires de Constantin le Grand, vise l'exaltation de l'Église, sa victoire sur le paganisme et son implantation dans la ville de Rome. C'est une célébration historico-politique qui continue les réflexions des deuxième et troisième salles.
Les quatre scènes principales sont :
1. La Vision de la Croix
2. La Bataille du pont Milvius
3. Le Baptême de Constantin
4. La Donation de Rome

La salle mesure 10 × 15 m, avec les quatre scènes principales qui simulent des tapisseries accrochées aux murs. Sur les côtés, entre des niches aux figures allégoriques, sont peintes des figures de papes parmi les anges. Deux allégories, Justice et Douceur, ont été peintes à l'huile et dans le passé ont également été attribuées à Raphaël, une hypothèse majoritairement rejetée.
Perin del Vaga a peint les ébrasements dans les murs avec des épisodes allégoriques et historiques : des Convertis païens détruisent des idoles, Saint Silvestre enchaîne le dragon, Constantin revient avec sa mère Elena de Jérusalem et Saint Grégoire compose une homélie.

### Voûte

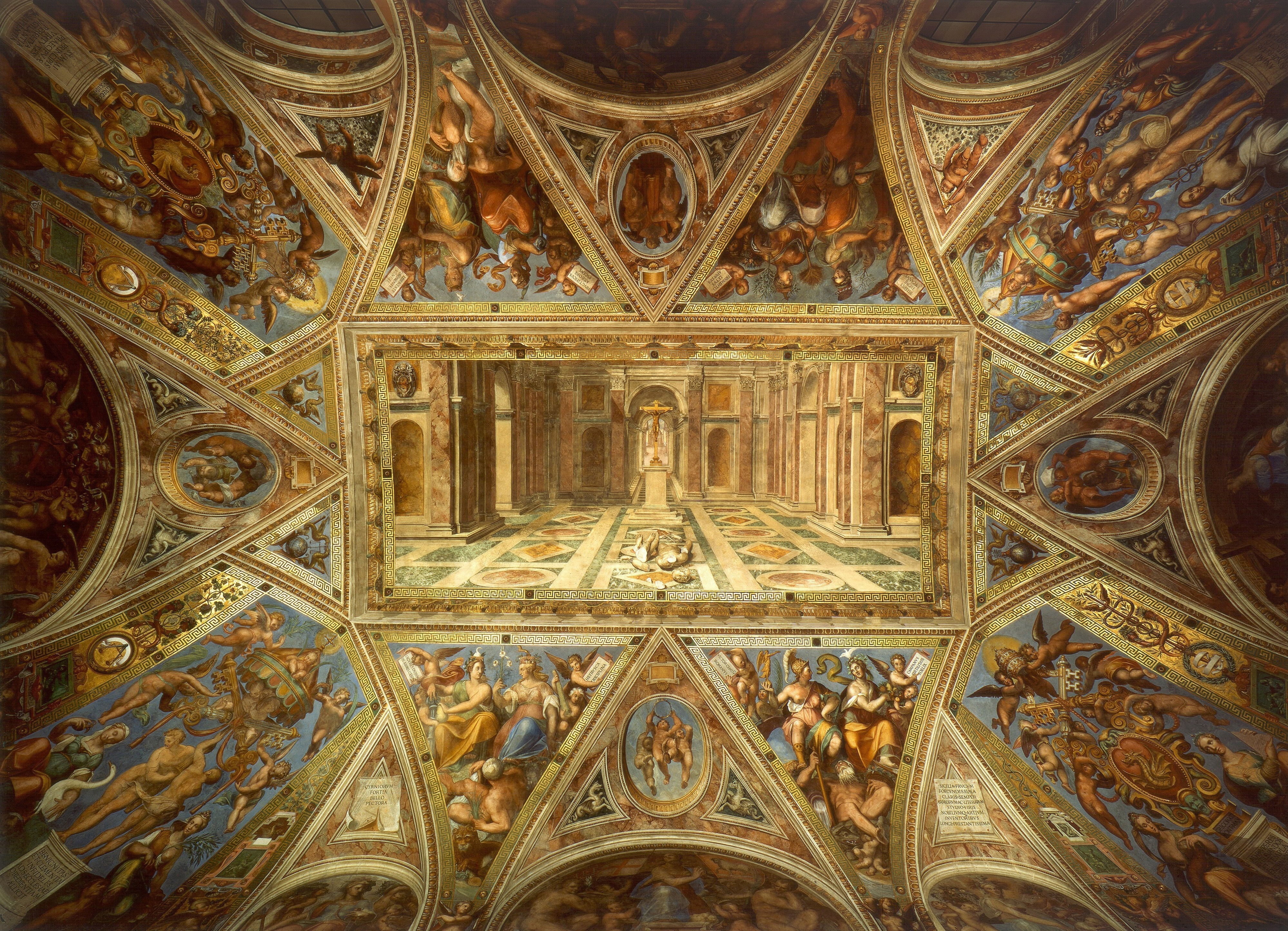
Voûte.

Le plafond d'origine était composé de poutres en bois. En 1582, sous Grégoire XIII, il est remplacé par des voûtes et décoré de fresques, déformant l'effet du décor sous-jacent. Le thème de la décoration est le Triomphe de la religion chrétienne. L'ouvrage est confié au peintre sicilien Tommaso Laureti et est achevé en 1585.
Les coins de la voûte montrent les exploits de Grégoire XIII, tandis que la frise présente quatre épisodes de la vie de Constantin au-dessus desquels se trouvent les éléments héraldiques de Sixte V. Le grand panneau central montre le Triomphe de la religion chrétienne, avec des allusions à la destruction de l'idolâtrie païenne remplacée par l'image du Christ, comme Constantin l'a ordonné dans tout l'empire. Autour du panneau central, il y a huit régions d'Italie, couplées sur chacune des quatre demi-lunes, et trois continents : l'Europe, l'Asie et l'Afrique.

### La Vision de la croix

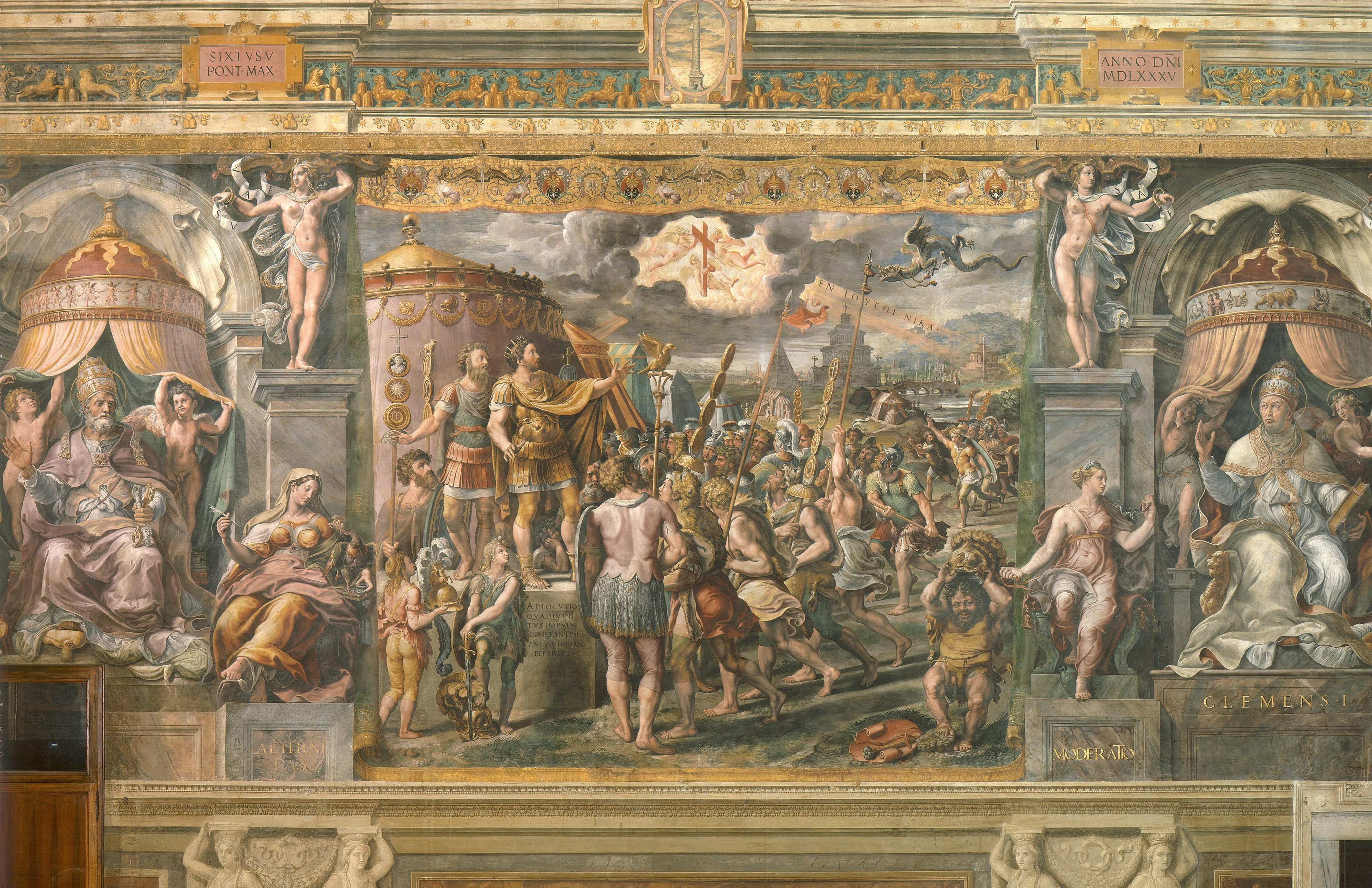
Paroi est : La Vision de la Croix.

La Vision de la Croix est attribuée à Giulio Romano et, pour les parties les plus faibles, à Raffaellino del Colle. Le sujet du tableau, transmis par la tradition, est la vision prémonitoire d'une croix dans le ciel et les mots « In hoc signo vinces », qu'eut Constantin à la veille de la bataille du Pont Milvius.
La scène s'inspire, dans sa composition générale, des épisodes de l'Adlocutio présents dans de nombreux reliefs de la Rome antique (comme la Colonne Trajane ou l'Arc de Constantin). Elle montre le commandant qui, depuis une mezzanine, harangue l'armée pour la pousser à la victoire.
De chaque côté se trouvent Saint Clément entre la Douceur et la Modération et Saint Pierre entre l' Éternité et l' Église.

### La Bataille du pont Milvius

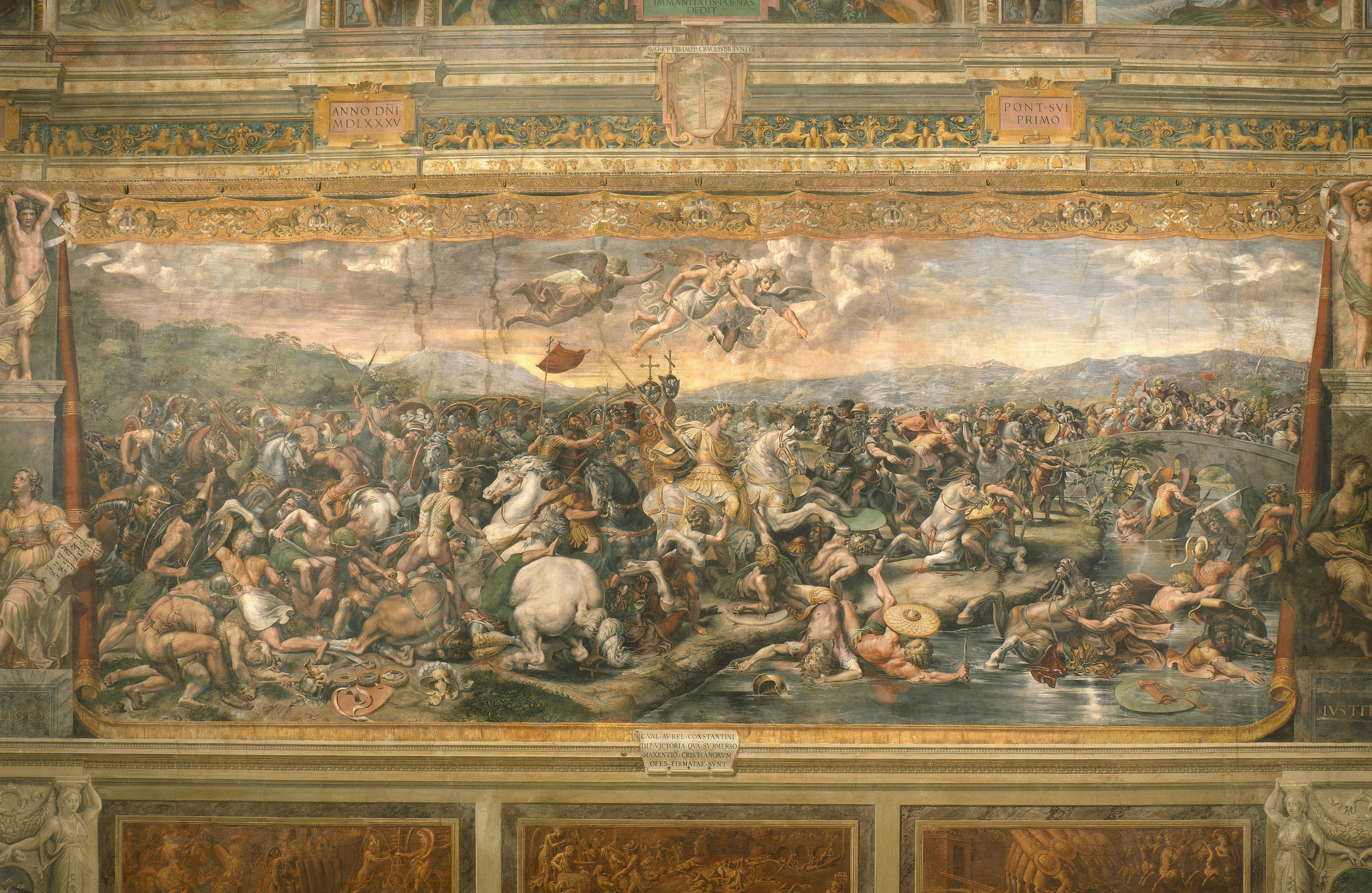
Paroi sud : La Bataille du pont Milvius.

La bataille du pont Milvius est attribuée à Giulio Romano. Le sujet est la bataille du pont Milvius lors de laquelle Constantin a vaincu Maxence. La scène violente s'inspire des reliefs des sarcophages romains et d'autres monuments, comme la frise Trajan de l'arc de Constantin.
Au centre, Constantin avance triomphalement sur un cheval blanc, broyant ses ennemis sous ses sabots. Les troupes adverses se tiennent devant lui, mais s'inclinent devant son avance imparable. Sur la droite, le pont Milvius est remplis de soldats ; dans la rivière, les bateaux de l'armée de Maxence sont frappés et renversés par les archers, tandis que d'autres soldats y tombent à cause de la poussée du combat ; parmi ceux-ci, en bas à gauche, il y a aussi Maxence à cheval, reconnaissable à la couronne sur sa tête, désormais inévitablement voué à la défaite. Au-dessus, trois apparitions angéliques confirment l'issue divine de la bataille.
Sur les côtés, il y a à partir de la gauche, Saint Sylvestre (en réalité l'inscription est probablement fausse, puisque le pape est déjà présent sur le mur opposé, plus vraisemblablement Alexandre Ier) entre Foi et Religion et Urbain I entre Justice et Charité.

### Le Baptême de Constantin

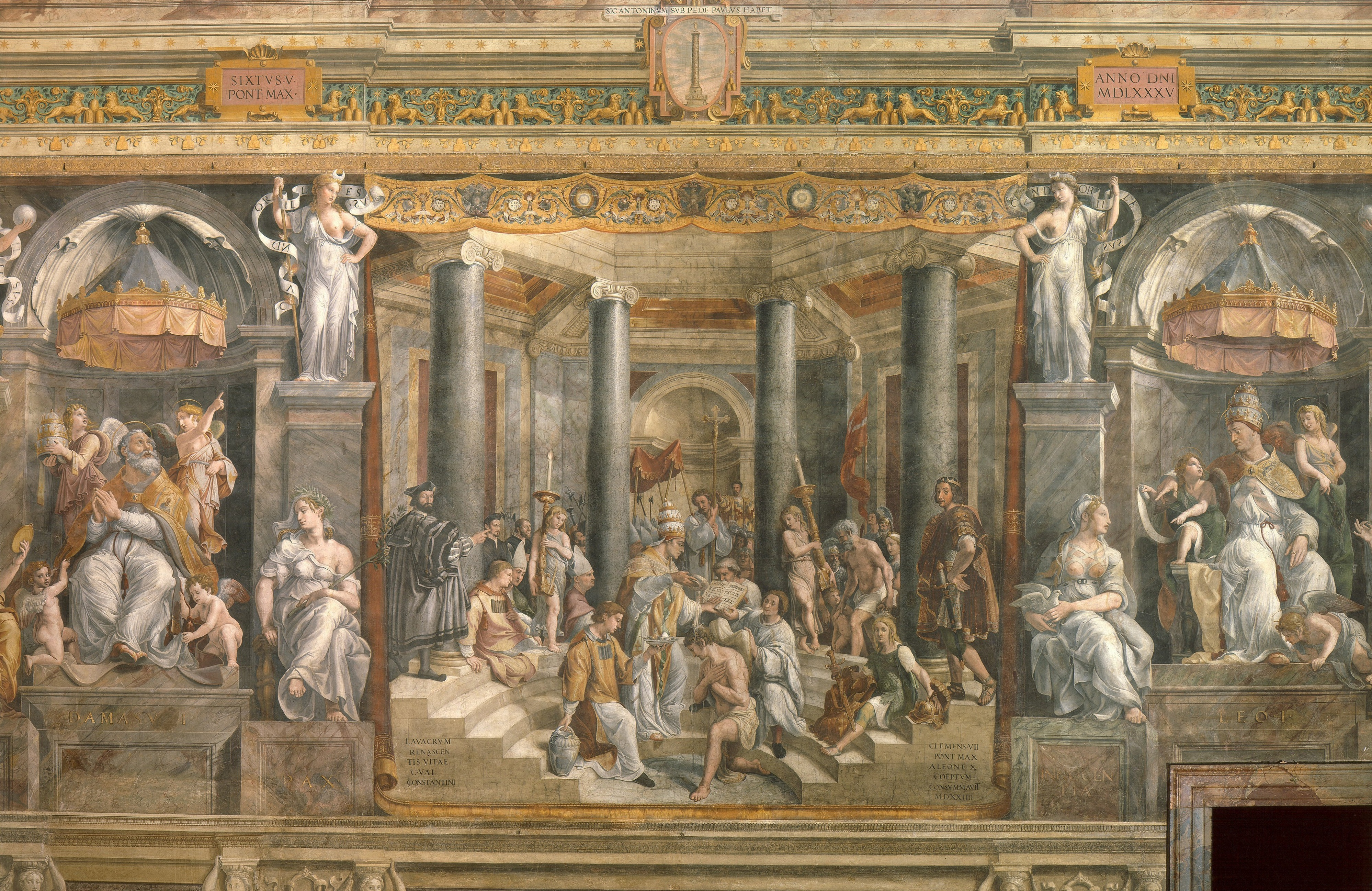
Paroi ouest : Le Baptême de Constantin.

Le Baptême de Constantin est généralement attribué à Penni, avec une intervention de Giulio Romano peut-être dans l'architecture. La scène se déroule dans un bâtiment avec un plan centré qui rappelle le baptistère du Latran, ainsi que d'autres projets de Raphaël de ces années. Le pape, qui a l'apparence de Clément VII, se tient au centre du bâtiment entre des assistants et verse de l'eau sur la tête de l'empereur agenouillé à moitié nu. Il y a deux personnages contemporains sur les côtés : Charles Quint et François Ier.
Sur les côtés de la fresque, il y a, à partir de la gauche, Saint Damien I entre Prudence et Paix et Saint Léon entre Innocence et Force.

### La Donation de Rome

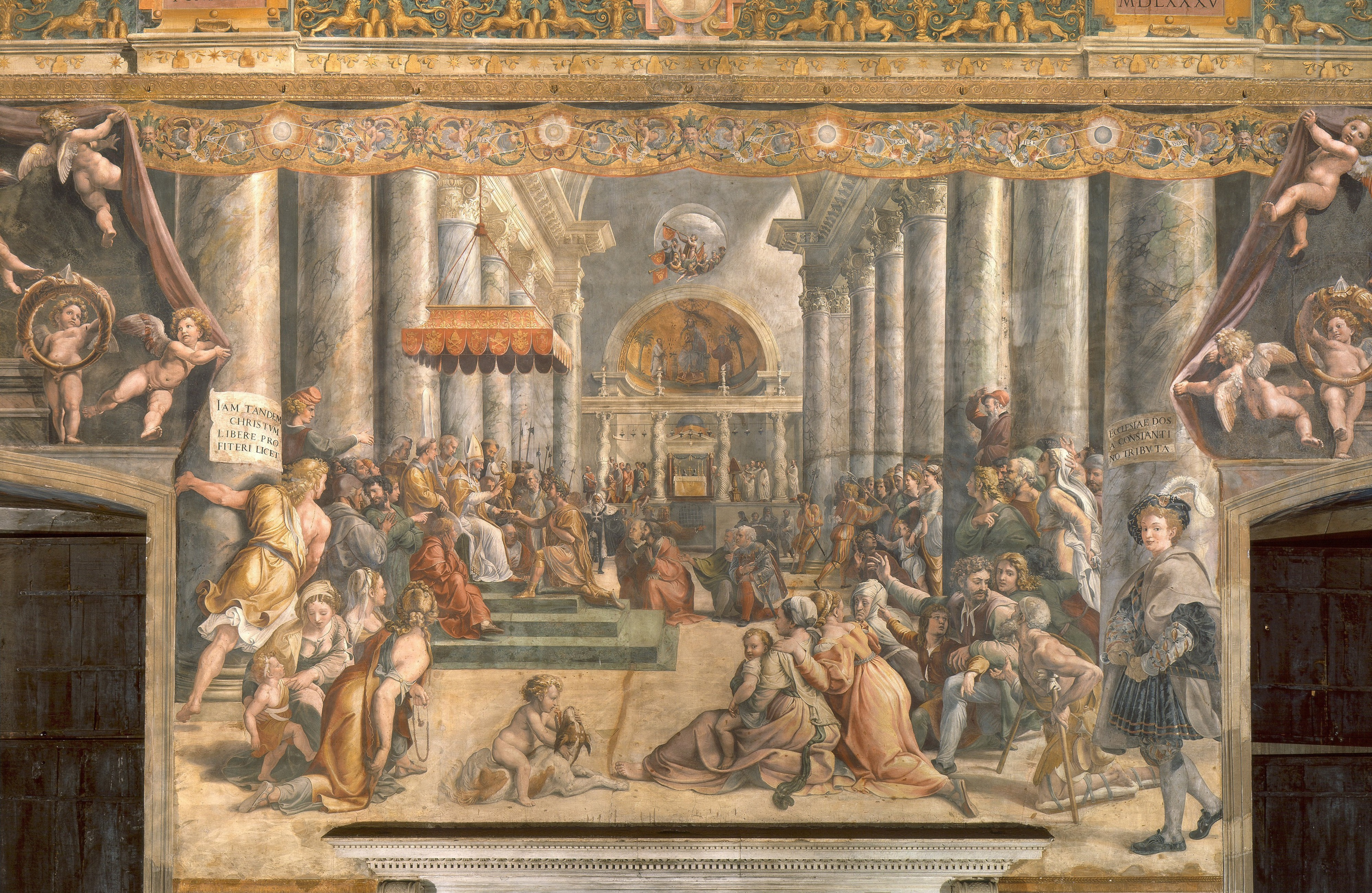
Paroi nord : La Donation de Rome.

La Donation de Rome est généralement attribuée à Giulio Romano, peut-être avec l'aide de Penni et Raffaellino del Colle. La Donation de Constantin est l'épisode légendaire lors duquel l'empereur romain a fait don au pape Sylvestre Ier de la ville de Rome et des territoires rattachés, fondant le pouvoir temporel de l'évêque de Rome. Les pontifes Médicis ont cependant ignoré la réfutation du faux historique de Laurent Valla, concluant tout le cycle de la Chambre célébrant la papauté avec cette scène.
La scène se déroule à l'intérieur d'un bâtiment rappelant l'ancienne basilique Saint-Pierre, avec la longue nef paléochrétienne en perspective, l'abside décorée de mosaïques et le tombeau de l'apôtre Pierre avec les colonnes torsadées au fond près de l'autel. En arrière-plan, derrière une série de personnages qui ont pour tâche de diriger le regard du spectateur en profondeur, se déroule la scène du don. Le pape, assis sur la chaise, reçoit de l'empereur une statue en or de la déesse Rome, symbole de la souveraineté sur la ville.
Sur les côtés se trouvent représentés les papes Grégoire le Grand et Sylvestre Ier. L'espace réduit, lié à la présence des fenêtres, ne permet pas l'insertion de figures allégoriques. Au-dessus des fenêtres, des putti tiennent des bagues en diamant, l'emblème héraldique des Médicis.

### Registre inférieur
Le registre inférieur présente de faux miroirs en marbre avec des cariatides surmontées des armoiries des Médicis, alternant avec des épisodes monochromes de la vie de Constantin. Sous la Vision de la Croix, est représentée dans le grand compartiment l'Armée de Constantin à Rome et dans les deux plus petits L'Entrée dans Rome ; sous la Bataille du Pont Milvius, les Préparatifs de la bataille, Constantin interroge les prisonniers et la Découverte du corps de Maxence dans les grands compartiments, La Levée du camp, et le Navire avec des guerriers portant la tête de Maxence dans les petits ; sous le Baptême de Constantin, L'Ordre de brûler les édits contre les chrétiens et La Fondation de la basilique vaticane ; sous la Donation de Rome, la Découverte de la croix, Sylvestre guérit Constantin de la lèpre et L'Apparition des saints Pierre et Paul aux malades de Constantin.